# 湘南新宿ライン
湘南新宿ライン（しょうなんしんじゅくライン）は、山手線（山手貨物線）の池袋駅 - 大崎駅間を経由し、東北本線（宇都宮線）および高崎線と、東海道本線（東海道線）および横須賀線を直通運転する、東日本旅客鉄道（JR東日本）の系統路線名である。路線図や乗り換え案内で使用されるラインカラーは「赤」（■）。駅ナンバリングで使われる路線記号はJS。
運行経路については、大宮駅 - 新宿駅 - 大船駅間では以下の路線を経由する（「運行経路」の節も参照）。
1. 東北本線（大宮駅 - 田端信号場駅[注釈 2]間）：東北貨物線を走行
2. 山手線（田端信号場駅[注釈 2] - 品川駅[注釈 3]間）：山手貨物線を走行
3. 東海道本線（品川駅[注釈 3] - 大船駅間）：品鶴線及び横須賀線専用線を走行（東海道線 - 高崎線系統は戸塚駅 - 大船駅間で東海道線列車線を走行）

本項では、正式な路線名を記す必要がある場合を除き、東北本線宇都宮駅方面を指す場合は愛称の「宇都宮線」を、東海道本線小田原駅方面を指す場合は旅客案内上の呼称である「東海道線」を用いる。

## 概要
湘南新宿ラインは、主に東京駅・上野駅をターミナルとして放射状に運転していた首都圏の中距離電車を、池袋駅・新宿駅・渋谷駅の各副都心エリアを経由して相互に直通運転させる運転系統として、2001年（平成13年）12月1日のダイヤ改正から運行を開始した。上野駅・東京駅を経由する上野東京ラインとともに北関東と神奈川県を結ぶ路線系統である。新宿駅を経由して宇都宮線と横須賀線を直通する系統と、高崎線と東海道線を直通する系統の2つが存在する。運行区間は宇都宮線 - 横須賀線系統が宇都宮駅 - 逗子駅間、高崎線 - 東海道線系統が高崎駅 - 小田原駅であるが、一部の列車は高崎駅から上越線・両毛線を直通して前橋駅に至る。赤羽駅 - 横浜駅間は当路線より上野東京ラインの方が直線的なルートを通っており、2015年の上野東京ライン開業以降、埼玉県方面と神奈川県を移動する利用者は上野東京ラインにも分散した。
池袋駅 ‐ 大崎駅間は埼京線・相鉄線直通列車とともに山手線に対する速達列車としての役割、大宮駅 ‐ 大崎駅間は埼京線とともに東北・山形・秋田・北海道・上越・北陸新幹線と副都心のアクセス路線としての役割ももっている。
運行開始当初の本数は、日中のみ25往復の設定となっていた。その内訳は、宇都宮線・高崎線からの直通列車は18往復で、ほかは新宿と東海道線・横須賀線方面を結ぶ列車が存在する程度で、東京駅及び上野駅発着列車に対する補助的な役割に過ぎなかった。だが、もともとこれらの末梢路線と東京副都心間には大きな需要があったことからその後の増発が期待されていた。当初、池袋駅構内の配線の関係で大幅増発ができなかったが、開業前から計画されていた改良工事が完成した2004年（平成16年）10月16日のダイヤ改正では、湘南新宿ラインの全列車が南北直通運転となり、運転本数も運行開始当初と比べて2.4倍増の64往復となった。それ以降もダイヤ改正ごとに増発が行われ、現在はそれ以上の本数で運転されている。

## 名称および旅客案内
当系統の名称は、湘南エリアと新宿を結ぶことに由来する。
当初「湘南新宿ライン」は普通列車（快速を含む）の運転系統の名称として使用が開始され、同じ区間を走行する特急列車・通勤ライナー及び臨時列車などに「湘南新宿ライン」の呼称はあまり用いられなかった。近年ではこれらが湘南新宿ラインの走行区間（大宮駅 - 新宿駅 - 大船駅間）を経由する意味で主に音声案内に用いられる。
JTB時刻表やJR時刻表などでは、東海道線 - 高崎線系統は大崎駅 - 大船駅間で快速運転するため全区間で「快速」「特別快速」と表記されるが、一方の宇都宮線 - 横須賀線系統は全区間で各駅に停車するため「普通」と表記され、うち宇都宮線快速は宇都宮線のページでのみ「快速」と表記される。
JR東日本公式ホームページの各駅時刻表では、東海道線 - 高崎線系統は「快速」「特別快速」と表記されるほか、宇都宮線 - 横須賀線系統の快速（小山駅 - 大宮駅間快速）も全区間で「快速」と表記される。
また、実際の車両外側の種別等案内表示器や車内案内（音声・文字）、駅構内での案内では、宇都宮線 - 横須賀線系統の小山駅 - 大宮駅間快速の場合、南行列車の大宮駅以北区間では「快速」、大宮駅以南では「普通」として案内され、同北行列車の大崎駅以南区間では「普通」、大崎駅 - 小山駅間では「快速」として案内される。同様に、東海道線 - 高崎線系統の大崎 - 大船間快速の場合、南行列車の大宮駅 - 戸塚駅間では「快速」、またそれ以外の区間では「普通」として案内され、同北行列車の大崎駅以南区間では「快速」、大崎駅以北区間では「普通」として案内される。
車両外側の行き先表示は、両方面とも新宿駅直前まで「新宿経由」と表示する。
また、直通先路線に乗り入れた後、終点到着まで、車内の案内（行き先・停車駅表示及び自動アナウンス）では「湘南新宿ライン」「○○線直通」が省略され、その路線内完結の普通・快速列車と同じ案内となる（例 高崎線直通快速籠原行きの大宮以北主要駅発車時のアナウンス：「この電車は、高崎線 普通列車 籠原行きです」）。ただし、車両外側の行き先表示は、「湘南新宿ライン」「○○線直通」と表示される。
なお、交通新聞社発行の各時刻表では「大宮-新宿-大船間は湘南新宿ライン（愛称）です」と案内されている（上野東京ラインも同様）。
赤羽駅での北行の発車標では「宇都宮線（東北線）・高崎線（さいたま新都心通過）」となっており、湘南新宿ラインの名称を省略している。
スマートフォンアプリ「JR東日本アプリ」の列車位置情報では、宇都宮線・高崎線方面は赤羽駅以北で上野方面系統と、横須賀線・東海道線方面は西大井駅・横浜駅以南で横須賀・総武快速線系統及び東海道線東京方面系統と並行して扱われている。

## 運転開始の背景

### 他社線との競合
2000年代初頭、JR東日本の首都圏における在来線輸送量が下落傾向にあった。これは少子高齢化などの社会的変化に加え、東急目黒線が2000年（平成12年）に東京メトロ（当時は営団地下鉄）南北線・都営地下鉄三田線と、2001年（平成13年）からは南北線を経て埼玉高速鉄道線と相互直通運転を開始するなど、競合する他の鉄道会社が神奈川・東京・埼玉を結ぶネットワークを形成したことも理由の一つであった。こうした競合への対策として、新たに神奈川方面・東京・埼玉方面を新宿駅経由で直通する列車の設定に至った。

### 北関東・南関東を結ぶ輸送需要の存在
下表は、2000年（平成12年）の北関東と南関東間の鉄道旅客流動状況を示したものである。
| 出発地＼目的地 | 栃木県 | 群馬県 | 合計     | -      | -     |
| -------------- | ------ | ------ | -------- | ------ | ----- |
| 埼玉県         | 642    | 471    | 1,113    | -      | -     |
| 東京都         | 3,075  | 1,869  | 4,944    | -      | -     |
| 神奈川県       | 765    | 243    | 1,008    | -      | -     |
| 千葉県         | 336    | 292    | 628      | -      | -     |
| 合計           | 4,818  | 2,875  | -        | -      | -     |
| 出発地＼目的地 | 埼玉県 | 東京都 | 神奈川県 | 千葉県 | 合計  |
| 栃木県         | 1,252  | 2,963  | 939      | 595    | 5,749 |
| 群馬県         | 935    | 2,027  | 415      | 485    | 3,862 |
| 合計           | 2,187  | 4,990  | 1,354    | 1,080  | -     |

（単位：千人 / 年）、運輸省（現：国土交通省）調べ

### 埼京線の延伸中止の見返り・混雑緩和策としての性格
1984年（昭和59年）2月ダイヤ改正時に貨物列車が大幅に削減された際に空いた線路容量を活用し、東北本線（宇都宮線） 小金井駅・高崎線 籠原駅からそれぞれ赤羽駅行きとして東北貨物線経由で1本ずつ設定された上り列車（片道のみ）が始まりである。
埼京線の高崎線宮原駅までの延伸が1985年の運輸政策審議会答申第7号で示されたのちも『埼京線延伸実現を』の意見が当時の大宮市や住民から繰り返し提出されたが、大宮駅以北は宇都宮線・高崎線方面ではなく、電化された川越線と直通運転をすることになった。
JR発足後の1988年（昭和63年）には宇都宮線・高崎線が東北貨物線を使用して池袋駅までの運転を開始した。これが後に湘南新宿ラインとして発展する。
埼京線は混雑が首都圏ワーストクラスに激化し、その混雑緩和と前述の競合他社線対策を狙った新宿方面への直通サービスとして運行されることになったのが「湘南新宿ライン」である。

### 車両運用の合理化と都心車両基地の活用
湘南新宿ラインを含む南北直通運転は、JR東日本の経営上の観点から
1. 車両の共通運用化による所要運用数・車両数の削減
2. 車両基地の共通化による整備コストの削減
3. 都心に立地する車両基地の郊外移転と再開発を可能とする

などの点で大きな利点がある。JR東日本は2015年（平成27年）の上野東京ライン運行開始後に、田町車両センターの廃止と品川車両基地の整理・再開発、それに関連した山手線・京浜東北線高輪ゲートウェイ駅開設などの事業を進めている。詳細は「上野東京ライン#品川車両基地について」「田町車両センター#今後の予定」を参照されたい。

## 競合各社の動き

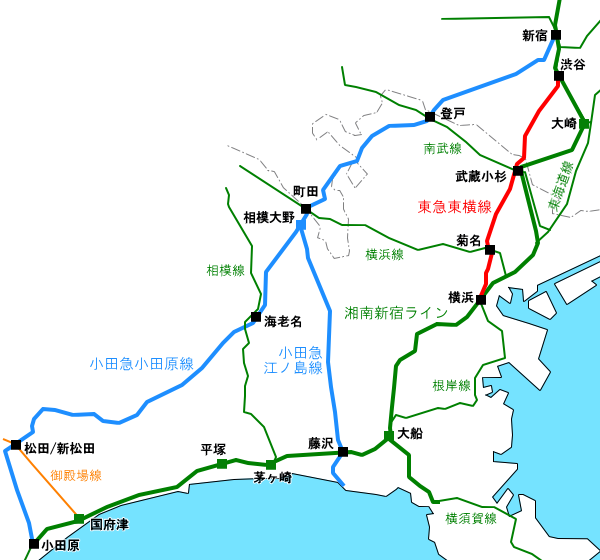
新宿駅・渋谷駅 - 横浜駅・藤沢駅・小田原駅間での競合

湘南新宿ラインの登場は競合する私鉄にも影響を与えた。特に渋谷駅 - 武蔵小杉駅 - 横浜駅間で競合する東急電鉄（2019年以前は東京急行電鉄）と新宿駅 - 藤沢駅・小田原駅間で競合する小田急電鉄は新たな対抗策を打ち出した。
東急電鉄
東急は、湘南新宿ライン運転開始に先立つ2001年（平成13年）3月28日のダイヤ改正から東横線で特急の運転を開始し、渋谷駅 - 横浜駅 - 桜木町駅（2004年2月1日からはみなとみらい線元町・中華街駅）間の速達輸送を強化した。2013年（平成25年）3月16日からは東京地下鉄（東京メトロ）副都心線（和光市駅 - 渋谷駅間）と相互直通運転を開始したことで、競合区間がさらに延びて横浜駅 - 池袋駅間になった。
小田急電鉄
小田急は、2002年（平成14年）3月23日のダイヤ改正で藤沢駅 - 新宿駅間に「湘南急行」を新設した。2004年（平成16年）12月11日のダイヤ改正では「湘南急行」の種別を廃止する代わりに江ノ島線と小田原線に「快速急行」を新設するなど、速達性を向上させている。

## 運行経路

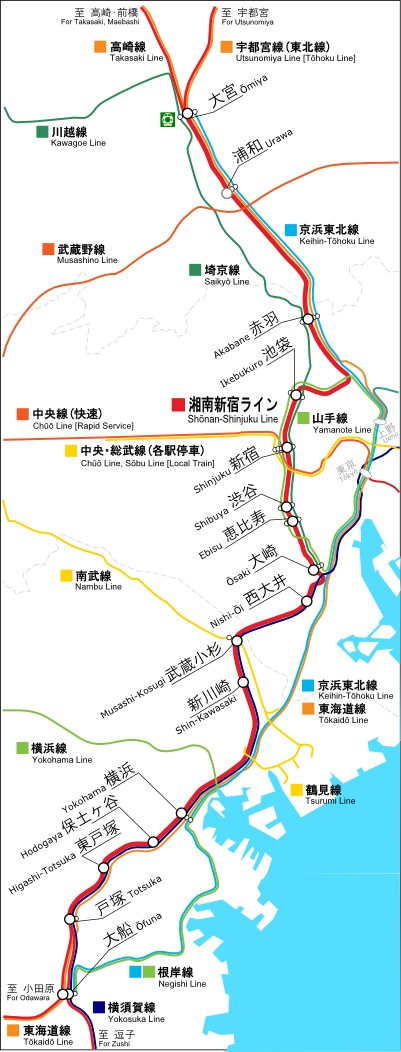
路線図

湘南新宿ラインは、東北本線（大宮駅 - 田端信号場駅間）・山手線（田端信号場駅 - 品川駅間）・東海道本線（品川駅 - 大船駅間）を介し、大宮以北の宇都宮線・高崎線と大船以南の横須賀線・東海道線とそれぞれ直通している。
運転系統としては、
1. 宇都宮線と横須賀線を直通する系統
2. 高崎線と東海道線を直通する系統

の2つがある。上野東京ラインのような東海道線と宇都宮線を直通する系統は設定されていない。
大宮駅 - 大船駅間（東北本線・山手線・東海道本線）の走行区間のほとんどが元来は主に貨物列車が走行する線路で、1980年のSM分離や1980年代の貨物輸送合理化と武蔵野線の開通により旅客輸送に転用された線路が多い。

### 大宮駅 - 田端信号場駅間
大宮駅から田端信号場駅までは東北本線の貨物線（通称・東北貨物線）を走行する。大宮駅から赤羽駅までは東北本線旅客線（上野・東京・品川・川崎方面の宇都宮線・高崎線列車〈上野東京ライン〉が走る線路）及び京浜東北線（線籍上は東北本線）と並走する。宇都宮線・高崎線が停車するさいたま新都心駅は貨物線にホームがないため通過する。
王子駅付近で尾久車両センター方面（尾久駅）への東北本線旅客線と別れた後、東京新幹線車両センター沿いを京浜東北線と並走し、田端駅の直前の田端信号場駅で京浜東北線と分かれて中里トンネルに入り、大きく西へカーブして山手線の南側に出る。そのため、田端駅には湘南新宿ラインの列車は停車しない。

### 田端信号場駅 - 大崎駅間

田端信号場駅付近の路線図（赤線が湘南新宿ライン）

田端信号場駅から大崎駅までは山手線の貨物線（通称・山手貨物線）を走行し、山手線電車と並行しながら駒込駅・巣鴨駅・大塚駅を通過する。
池袋駅 - 大崎駅間は埼京線と線路を共有しており、途中の新宿駅・渋谷駅・恵比寿駅にホームがある。高崎線 - 東海道線系統の特別快速は恵比寿駅を通過するが、他の列車はこれらのすべての駅に停車する。池袋駅 - 大崎駅間は並走する各駅に停車する山手線に対して、湘南新宿ラインは埼京線とともに普通列車も含めて快速列車の役割を果たす。 

### 大崎駅構内
大崎駅からは、埼京線と相互直通運転する東京臨海高速鉄道りんかい線を上下線の間に挟む形で同線と分岐し、通称「大崎支線」（蛇窪線）と呼ばれる短絡線に入る。この線は横須賀線列車の走る東海道本線の支線（通称品鶴線）と立体交差した後、大きくカーブし、西大井駅の手前の旧蛇窪信号場（大崎駅構内）にて品鶴線と合流する。大崎支線はかつて山手貨物線（線籍上は山手線）であったが、現在は旧蛇窪信号場も含めて大崎駅構内の扱いである。

### 大崎駅 - 大船駅間

大崎付近概略図（赤線が湘南新宿ライン）

旧蛇窪信号場 - 鶴見駅間は品鶴線を、鶴見駅 - 戸塚駅間は東海道本線の旧貨物線（現在は横須賀線専用線）を走行する。
この区間は貨物線として利用されていたが、品川駅から大船駅までの区間は1980年10月1日のSM分離により同線から横須賀線列車の専用線路に転用された。旧蛇窪信号場 - 戸塚駅間には横須賀線のすべての列車が停車する西大井駅・武蔵小杉駅・新川崎駅・横浜駅・保土ケ谷駅・東戸塚駅があり、湘南新宿ラインも宇都宮線 - 横須賀線系統の列車（大船行を含む）はこれと同様に全駅に停車するが、高崎線 - 東海道線系統の列車は武蔵小杉駅と横浜駅にのみ停車する（詳しくは運行形態の項を参照）。東海道線直通列車は戸塚駅を出ると同駅構内南端の渡り線を通り、横須賀線専用線路から東海道旅客線に転線する。

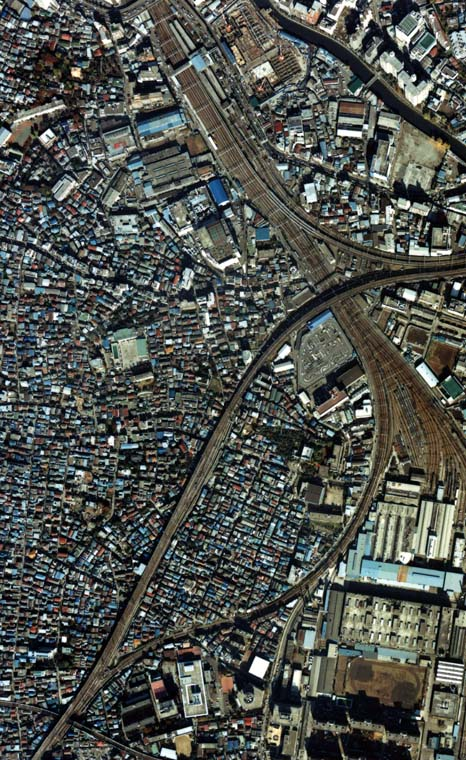
右に大きく湾曲する線が、湘南新宿ラインの列車が走行する「蛇窪線」
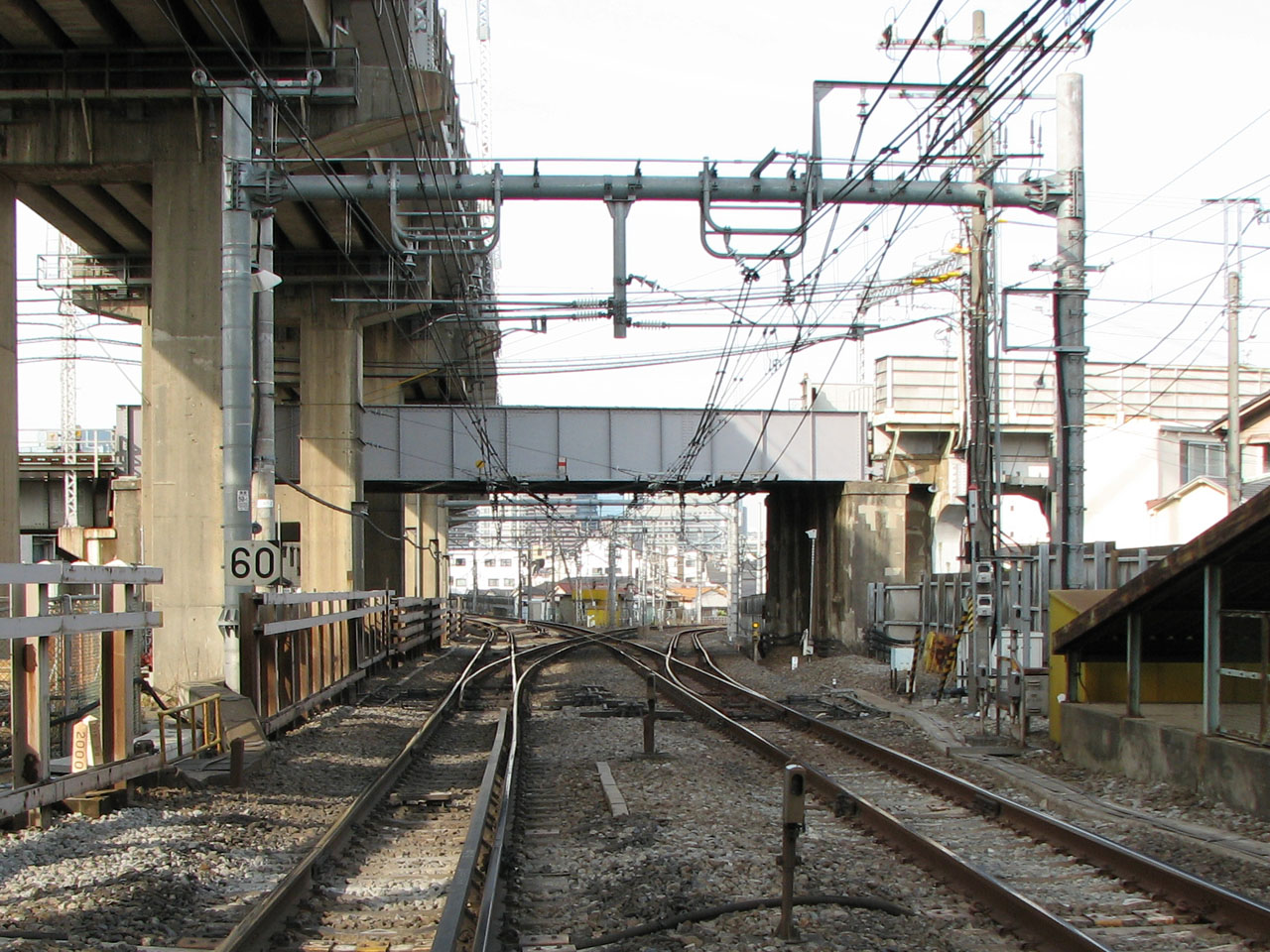
旧蛇窪信号場。並行している高架は東海道新幹線。横切っている高架は東急大井町線。

## 運賃及び料金の計算
大崎駅 - 西大井駅間の運行上の経路は大崎支線経由であるが、営業線とみなされていないため、運賃及び料金の計算には山手線 - 品川駅 - 品鶴線経由を用いる（大崎駅から品川駅を通過して西大井駅に至る経路扱い）。
また、前記の原則とは別に、運賃及び料金の計算の特例が設けられている区間もある。
- 経路特定区間の規定における特定の区間の普通運賃及び料金の計算は、二つの経路のうち短い方を用い、券面上は経路を指定しない[11]。
  - 品川駅以遠（高輪ゲートウェイ駅または大崎駅方面）の各駅と、鶴見駅以遠（新子安駅、羽沢横浜国大駅または国道駅方面）の各駅との相互間（湘南新宿ラインにおいては大崎駅 - 横浜駅を含む区間を乗車する場合）は、大井町駅経由で普通運賃及び料金を計算する[12]。
- 電車大環状線を通過する区間の普通運賃及び料金の計算は最短経路で行い、券面上は経路を指定しない[13]。電車大環状線内の各駅発着の普通運賃は最短経路を指定した上で迂回乗車として取り扱うことで事実上同様であり[14]、電車大環状線内の各駅発着の料金も、2015年3月14日より迂回乗車扱いが可能となった[15]。
  - 湘南新宿ラインでは、赤羽駅 - 西大井駅間を含む区間を乗車する場合は東京駅経由で、赤羽駅 - 池袋駅間を含む区間を乗車する場合は十条駅経由で普通運賃及び料金を計算する。
- 列車特定区間の規定における運賃計算経路の選択[16]
  - 赤羽駅以遠（川口駅方面） - 池袋駅以遠（目白駅方面）の各駅との相互間は、湘南新宿ライン乗車（東北本線及び山手線経由）でも途中下車しない場合は、赤羽線（埼京線）経由で運賃及び料金を計算できる[17]。普通運賃及び料金は電車大環状線の規定が適用されるため、湘南新宿ラインでは実質定期運賃のみに適用される規定である。旅客営業規則には記載がないため、原則通り田端駅経由の定期券を購入することもできる（この場合湘南新宿ラインと京浜東北線・山手線に加えて埼京線にも乗車でき[18]、東十条駅 - 大塚駅の各駅でも乗降できるが、十条駅・板橋駅での乗降はできない）。
- 特定分岐区間の規定に基づく、区間外乗車を認める特例[19]
  - 西大井駅以遠（武蔵小杉駅方面） - 品川駅以遠（高輪ゲートウェイ駅方面）の各駅との相互間の乗車券において、分岐駅（品川駅）を通過する列車（湘南新宿ライン）に乗車する場合に、大崎駅で途中下車をしない限り大崎駅 - 品川駅間の乗車が認められる。この場合、区間外となる大崎駅 - 品川駅間は運賃計算に含めない[20]。
  - 鶴見駅・新子安駅・東神奈川駅または川崎駅以遠（蒲田駅または尻手駅方面）・国道駅以遠（鶴見小野駅方面）もしくは大口駅以遠（菊名駅方面）の各駅 - 新川崎駅・西大井駅または武蔵小杉駅以遠（武蔵中原駅または向河原駅方面）の各駅との相互間の乗車券において、分岐駅（鶴見駅及び東神奈川駅）及び発駅または着駅（新子安駅）を通過する列車（湘南新宿ライン・横須賀線電車）に乗車する場合に、横浜駅など乗車券区間外で途中下車をしない限り鶴見駅・新子安駅・東神奈川駅 - 横浜駅間の乗車が認められる。この場合、区間外となる鶴見駅・新子安駅・東神奈川駅 - 横浜駅間は運賃計算に含めない[21]。
- 分岐駅通過列車に対する区間外乗車の取り扱いの特例の規定に基づく、区間外乗車を認める特例[22]
  - 東神奈川駅を通過する急行（特急を含む）列車へ東神奈川駅から分岐する横浜線から乗り継ぐ（急行〈特急を含む〉列車から普通列車への乗継ぎを含む）ため、東神奈川駅 - 横浜駅間を乗車する旅客（定期乗車券を所持する旅客を除く）には、東神奈川駅 - 横浜駅間内で途中下車をしない限り、東神奈川駅 - 横浜駅間について乗車券面の区間外乗車の取扱いができる。急行（特急を含む）に限らず、東神奈川駅に停車しない普通列車（東海道線列車・横須賀線電車・湘南新宿ライン・上野東京ライン）の場合についても準用する。後記の大都市近郊区間内相互発着における選択乗車による券面区間外乗車時においても準用する。

## 運行形態

運転系統図

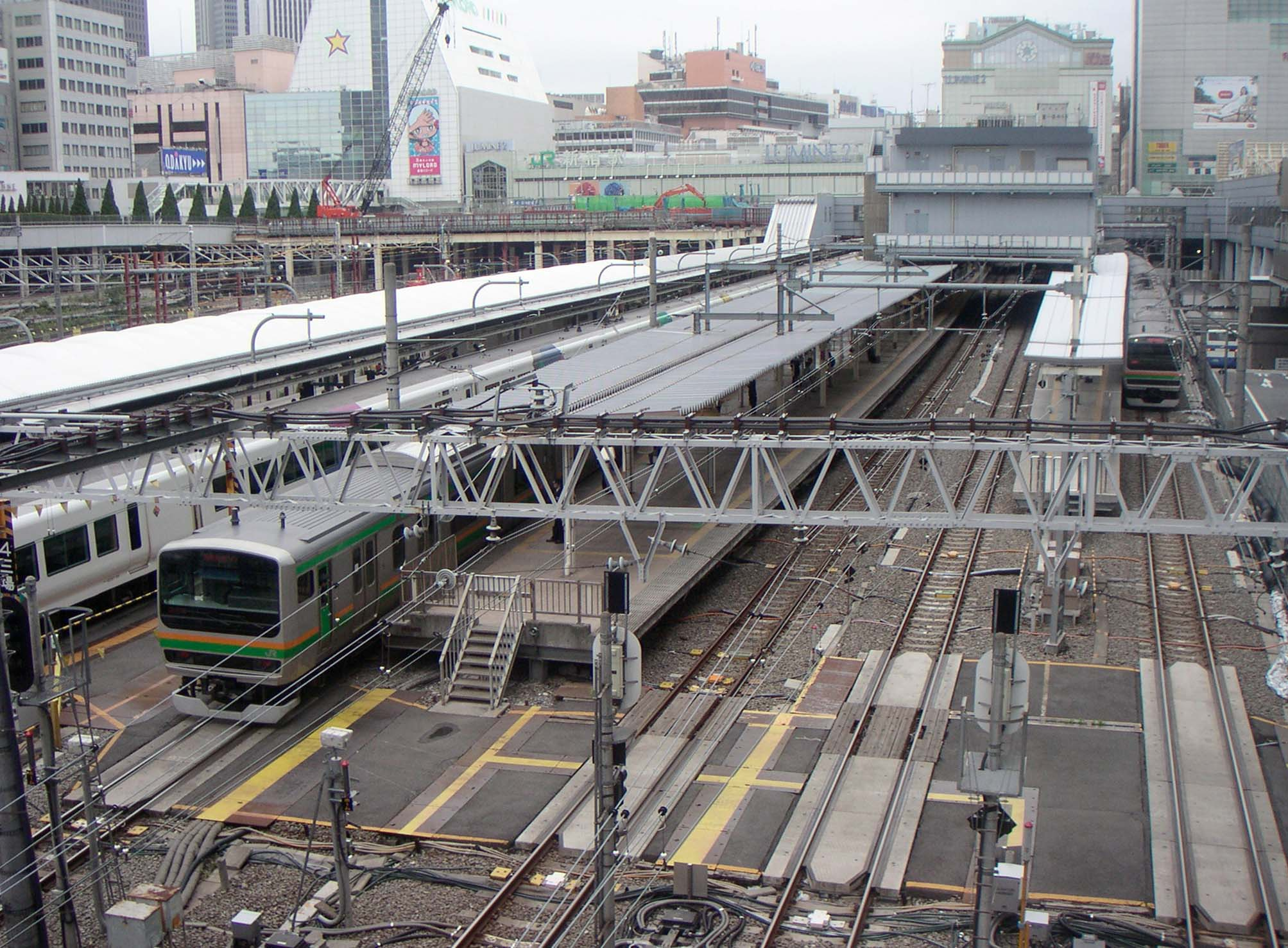
新宿駅に到着する湘南新宿ライン

### 運行系統と列車種別
宇都宮線 - 横須賀線の系統と高崎線 - 東海道線の系統がほぼ交互に運行されており、大宮駅 - 大船駅間で1時間に朝は6本、日中は4本運行されている。日中の新宿駅の発車時刻は南行が毎時00・15・30・45分、北行が毎時09・19・39・49分の15分間隔となっている。埼京線や横須賀・総武快速線といった他路線と共用する区間があることから、上野東京ラインと比べると列車本数が限られる。全列車が2階建てグリーン車を2両連結している。
前述の通り、普通列車であっても、ホームがないためさいたま新都心駅には停車しない。線路別複々線の構造上、新宿・池袋方面から同駅まで乗車するためには、赤羽駅または浦和駅で階段等の昇り降りを伴う乗り換えが必要となる（同一ホームでは乗り換えできない）。これは同方面から宇都宮線直通快速で土呂駅、高崎線直通特別快速で宮原駅へ向かう場合も同様。ただしこの2駅は大宮駅で乗り換えても行くことができる。
横須賀線系統は湘南新宿ラインとの直通運転はあるが、上野東京ラインとの直通運転は設定されていない。また、上野東京ラインのように東海道線と宇都宮線を直通する系統は存在しない。
| 種別＼駅名     | 種別＼駅名 | …                       | 大宮                    | 大宮                    | …                       | …                       | 池袋                    | 池袋 | …   | 新宿 | 新宿 | …   | 大崎 | 大崎               | …                  | 武蔵小杉           | 武蔵小杉           | …                  | 大船               | 大船               | …                  |
| -------------- | ---------- | ----------------------- | ----------------------- | ----------------------- | ----------------------- | ----------------------- | ----------------------- | ---- | --- | ---- | ---- | --- | ---- | ------------------ | ------------------ | ------------------ | ------------------ | ------------------ | ------------------ | ------------------ | ------------------ |
| 湘南新宿ライン | 特急       |                         |                         |                         |                         |                         |                         |      |     |      | 2本  | 2本 | 2本  | →成田線 成田空港   | →成田線 成田空港   | →成田線 成田空港   | →成田線 成田空港   | →成田線 成田空港   | →成田線 成田空港   | →成田線 成田空港   | →成田線 成田空港   |
| 湘南新宿ライン | 特別快速   | 高崎線 高崎←            | 高崎線 高崎←            | 1本                     | 1本                     | 1本                     | 1本                     | 1本  | 1本 | 1本  | 1本  | 1本 | 1本  | 1本                | 1本                | 1本                | 1本                | 1本                | 1本                | →東海道線 小田原   | →東海道線 小田原   |
| 湘南新宿ライン | 快速       | 高崎線 籠原←            | 高崎線 籠原←            | 1本                     | 1本                     | 1本                     | 1本                     | 1本  | 1本 | 1本  | 1本  | 1本 | 1本  | 1本                | 1本                | 1本                | 1本                | 1本                | 1本                | →東海道線 平塚     | →東海道線 平塚     |
| 湘南新宿ライン | 快速       | 宇都宮線 宇都宮←        | 宇都宮線 宇都宮←        | 1本                     | 1本                     | 1本                     | 1本                     | 1本  | 1本 | 1本  | 1本  | 1本 | 1本  | 1本                | 1本                | 1本                | 1本                | 1本                | 1本                | →横須賀線 逗子     | →横須賀線 逗子     |
| 湘南新宿ライン | 普通       | 宇都宮線 宇都宮←        | 宇都宮線 宇都宮←        | 1本                     | 1本                     | 1本                     | 1本                     | 1本  | 1本 | 1本  | 1本  | 1本 | 1本  | 1本                | 1本                | 1本                | 1本                | 1本                | 1本                | →横須賀線 逗子     | →横須賀線 逗子     |
| 埼京線系統     | 快速       | 埼京線経由 川越線 川越← | 埼京線経由 川越線 川越← | 埼京線経由 川越線 川越← | 埼京線経由 川越線 川越← | 埼京線経由 川越線 川越← | 埼京線経由 川越線 川越← | 3本  | 3本 | 3本  | 3本  | 3本 | 3本  | →りんかい線 新木場 | →りんかい線 新木場 | →りんかい線 新木場 | →りんかい線 新木場 | →りんかい線 新木場 | →りんかい線 新木場 | →りんかい線 新木場 | →りんかい線 新木場 |
| 埼京線系統     | 各駅停車   |                         |                         | 埼京線経由 大宮←        | 埼京線経由 大宮←        | 埼京線経由 大宮←        | 埼京線経由 大宮←        | 3本  | 3本 | 3本  |      |     |      |                    |                    |                    |                    |                    |                    |                    |                    |
| 埼京線系統     | 各駅停車   |                         |                         |                         |                         | 埼京線経由 武蔵浦和←    | 埼京線経由 武蔵浦和←    | 3本  | 3本 | 3本  |      |     |      |                    |                    |                    |                    |                    |                    |                    |                    |
| 埼京線系統     | 各駅停車   |                         |                         |                         |                         |                         |                         |      |     |      | 2本  | 2本 | 2本  | 2本                | 2本                | 2本                | →相鉄線 海老名     | →相鉄線 海老名     | →相鉄線 海老名     | →相鉄線 海老名     | →相鉄線 海老名     |

#### 宇都宮線 - 横須賀線系統
- 湘南新宿ライン普通（全区間普通）
  - 2001年12月1日の湘南新宿ライン開業から運転開始。1時間に日中が1本、ラッシュ時が2-3本の運行である。基本的に宇都宮駅 - 逗子駅間の運行であるが、小金井駅・大船駅発着の設定があるほか、平日には古河駅発着も1往復運転されている。多くは全区間15両で運転されるが、一部列車は小金井駅で5両編成の連結・切り離し作業をするため、小金井駅 - 宇都宮駅間では10両となる。また、全区間10両編成の列車も設定されている。E233系のフルカラーLED表示では全区間緑色■で表示される。
  - 北行宇都宮方面への湘南新宿ライン終電は高崎線系統よりも30分ほど早いが、後続の高崎線系統の列車に乗車しても、大宮駅で上野発宇都宮線終電に乗り換えることができる。
  - 運行開始当初は横須賀駅までの運行であった。また、宇都宮線黒磯駅発着の列車もあったが、2004年3月13日改正で宇都宮駅で系統分離となり廃止された。
  - 以前は毎週金曜日（祝日は除く）の夜に臨時扱い[注釈 4]で宇都宮線へは直通しない新宿駅発着の横須賀線直通列車が1往復設定されていた（9740Y:大船駅21時31分発・新宿駅22時24分着、9741Y:新宿駅22時31分発・大船駅23時22分着）。この新宿駅発着列車は、車両の方向幕が「湘南新宿ライン」（直通路線名なし）として運行される。また、駅の接近放送では単に「普通 新宿行」と案内され「湘南新宿ライン」の名は使われず[注釈 5]、戸塚駅に設置されているフルカラーLED表示板でも東海道線の東京駅・品川駅発着列車と同様に黒色■で「普通」とのみ案内するなど[注釈 6]、南北直通運転を行う通常の湘南新宿ライン列車とは異なる。なお、以前は定期列車でもこの形態があった。
- 湘南新宿ライン普通／湘南新宿ライン快速（宇都宮線内快速、大宮 - 大船間・横須賀線：普通）
  - 2004年10月16日運転開始。朝から日中にかけて宇都宮駅 - 大船駅・逗子駅間で1時間に1本運転されている。宇都宮線内は快速として運行され、日中の上野駅発着の快速「ラビット」を湘南新宿ラインに置き換えた形で運行されている。一部列車を除き、南行・北行ともに大宮駅で上野東京ラインの列車に接続する。多くは全区間15両で運転されるが、一部列車は小金井駅で5両編成の連結・切り離し作業を行うため、小金井駅 - 宇都宮駅間では10両になる。また、全区間10両の列車も設定されている。なお、宇都宮線 - 横須賀線系統は、快速も横須賀線内では各駅に停車するため「快速」の種別表示は、北行は大崎駅で表示され、南行は大宮駅で消滅する。2015年頃より、車両外側の行先表示で北行は大崎駅まで「宇都宮線内快速」、南行は大宮駅まで「横須賀線内普通」を行先と交互に表示するようになった。また北行きの「快速」表示は小山で消滅するようになった。E233系のフルカラーLED表示では橙色■（上記の「快速」と案内される区間）と緑色■（「普通」と案内される区間）で表示される。

#### 高崎線 - 東海道線系統
当系統は、定期列車としては横須賀線内西大井駅・新川崎駅・保土ケ谷駅・東戸塚駅に停車する列車は設定されていない。これら各駅へは、湘南新宿ライン宇都宮線 - 横須賀線系統、総武快速線 - 横須賀線系統（西大井駅 - 東戸塚駅の各駅）または埼京線 - 相鉄線系統（西大井駅のみ）への乗り換えが必要となる。
- 湘南新宿ライン普通／湘南新宿ライン快速（高崎線内：普通、大宮 - 戸塚間：快速、戸塚 - 東海道線内：普通）
  - 2001年12月1日の湘南新宿ライン開業から運転開始。日中は籠原駅 - 平塚駅・国府津駅間で1時間に1本が運行されている（2015年6月10日時点のダイヤ[23]）。特別快速の設定がないラッシュ時には、最長で高崎駅 - 国府津駅・小田原駅間の列車があり、1時間に2 - 3本が運行されている。朝の南行及び夜間の北行には上越線経由で両毛線前橋駅発着の列車もあるほか、平日朝には深谷駅発も1本運行されている。大崎駅 - 戸塚駅間は横須賀線電車と同じ線路上を走り、横須賀線の西大井駅・新川崎駅・保土ケ谷駅・東戸塚駅を通過するため「湘南新宿ライン快速」と称されるが、基本的には高崎線普通列車と東海道線普通列車を直通させた普通列車で、南行の大宮着までと戸塚駅以西、北行の大崎駅以北では車内及び駅構内ともに「湘南新宿ライン普通」と案内される。また「快速」と称される北行でも、東海道線内は各駅に停車するため「快速」の表示は始発駅から表示されているが、戸塚駅まで普通とも案内される。2015年頃より、快速運転区間内は車両外側の行先表示で北行は「高崎線内普通」を行先と交互に表示するようになった。全列車において一部区間を除き15両で運転される[報道 1]（高崎線内籠原駅・深谷駅発着列車は全区間15両で運転される。深谷駅より先の高崎駅・前橋駅まで運転される列車は、籠原駅で5両編成の連結・切り離しを行い、小田原駅・国府津駅・平塚駅 - 籠原駅間は15両、籠原駅 - 高崎駅・前橋駅間は10両となる）。運行開始当初は高崎線内でも快速運転を行う列車（高崎線内の停車駅は現在の特別快速と同じ）が設定されていたが、特別快速に置き換える形で2004年10月16日改正で廃止された。E233系のフルカラーLED表示では橙色■（上記の「快速」と案内される区間）と緑色■（「普通」と案内される区間）で表示される。
  - ダイヤが乱れた場合上記の横須賀線内で通過する4駅に停車することがある。大部分が朝ラッシュ時間帯である。
- 湘南新宿ライン特別快速（全区間特別快速）
  - 2004年10月16日運転開始[3]。日中に1時間に1本運行されている（2015年6月20日[23]現在のダイヤ）。高崎線内は日中の上野駅発着の快速「アーバン」を湘南新宿ラインに置き換えた形で運行されている。置き換え対象である日中の「アーバン」が北本駅に停車していたため、現在の「アーバン」が停車しない北本駅に特別快速が停車している。
  - 東海道線内は2023年3月に廃止される前の快速「アクティー」と停車駅が同一となっている。こちらは湘南新宿ライン「特別快速」と上野東京ライン快速「アクティー」[注釈 7]が併存していたが、2021年3月のダイヤ改正でアクティーは夜の下りのみになったため、併存状態は解消された。また、2023年3月のダイヤ改正にて快速「アクティー」が廃止されたため、普通列車と同じ車両を使用する東海道線（JR東日本区間）の定期列車の優等種別は当種別のみとなった。
  - 北行の1本目が平塚駅発である以外は高崎駅 - 小田原駅間で運行されている。高崎線内では南行は桶川駅で先行する上野東京ラインの列車に、北行は大宮駅で後続の上野東京ラインの列車に接続する（北行の一部列車を除く）。東海道線内では南行は平塚駅で、北行は国府津駅・平塚駅・大船駅のいずれかで東京方面の普通列車と接続する（一部列車を除く）[注釈 8]。全列車[報道 1]、籠原駅で5両編成の連結・切り離しを行い、小田原駅・平塚駅 - 籠原駅間は15両、籠原駅 - 高崎駅間は10両となる。以前は土休祝日や長期休暇を中心に、土休日ダイヤで2往復が小田原駅 - 熱海駅間で臨時列車として延長運転を行っていた。この区間の途中停車駅は真鶴駅と湯河原駅のみとなり、早川駅・根府川駅は快速「アクティー」は停車するが、特別快速は通過する。これは2004年10月15日以前における一部の快速「アクティー」停車駅と同じである。E233系のフルカラーLED表示では全区間青色■で表示される。

### 列車番号
湘南新宿ラインの列車の列車番号は、4桁の数字と英字1字からなる（例：2521Y）。この列車番号は、以下の規則に従って決められている。ただし、かつて金曜日夜間に運行された臨時新宿 - 大船間普通はこの通りではなかった。
千の位
運転系統と種別を表す。 
- 2：湘南新宿ライン普通（宇都宮線普通 - 横須賀線普通）・湘南新宿ライン普通／快速（高崎線普通 - 東海道線普通）
- 4：湘南新宿ライン普通／快速（宇都宮線快速 - 横須賀線普通）・湘南新宿ライン特別快速（高崎線特別快速 - 東海道線特別快速）

百の位
宇都宮線 - 横須賀線系統は5、高崎線 - 東海道線系統は8。
十の位・一の位
南行（大船方面）は21から、北行（大宮方面）は20から始まり、南行は奇数、北行は偶数で表される。
末尾の英字
全列車Yで表される。

### その他
年末年始の終夜運転
首都圏の主なJR線では年末年始に終夜運転を実施しているが、湘南新宿ラインは、鎌倉市の鶴岡八幡宮への初詣客を対象として、横浜発着であった横須賀線電車に代わる形で宇都宮線 - 横須賀線系統の普通が運行されるようになった。
近年は、横須賀線が品川駅発着で復活して湘南新宿ラインと約30分間隔で交互に運行されるようになっている。また、宇都宮線側の発着駅が小金井駅から通常設定されていない小山駅または大宮駅に短縮されている。
事故発生時などにおける影響
湘南新宿ラインは宇都宮線・高崎線と東海道線・横須賀線が山手貨物線を介し広範囲にわたって直通運転を行っている上、山手貨物線を埼京線と共用しているため、これらの各線や埼京線と直通運転を行うりんかい線・川越線で発生した遅延事故であっても一気に他路線へ波及してしまう。
このため、遅延時には全区間運休が発生するほか、途中で運転を打ち切られることがある。通常の折り返し設定駅（大船駅・小金井駅・籠原駅）以外にも湘南新宿ラインとしては通常折り返していない境界・分岐駅に加え、時には湘南新宿ライン以外でも常時折り返し運転のない駅で折り返し運転をするほか、北行きが横須賀線内でルート変更してホームに余裕のある品川駅へ乗り入れて打ち切る場合もある。また、大宮駅以北・大船駅以南・以西の各路線での待避可能駅で直通可能になるまで長時間待機することがある。同様に大宮駅や池袋駅など到着ホームが一線のみの駅では、先行の列車によって駅に到着できず、駅直前で長時間停車することがある。また、横須賀線の遅延時には高崎線 - 東海道線系統の列車が横須賀線内の各駅に臨時停車することがある。
なお、定時運転回復の際は埼京線や上野駅・東京駅発着系統の方が優先され、湘南新宿ラインは運休・遅延が長引く傾向にある。
ラッシュ時の所要時間
平日朝のラッシュ時は戸塚駅 - 西大井駅間で同じ線路を走行する横須賀線普通列車との運転間隔が短く、追い越し施設もないため、快速（東海道線 - 高崎線系統）であっても横須賀線普通列車と同等の所要時間を要する。例えば、戸塚駅を7時37分に発車する湘南新宿ライン快速籠原行きは横浜駅まで12分かかり、横浜駅に7時49分に到着する。戸塚駅を7時40分に発車する上野東京ライン普通上野行きは横浜駅に7時50分に到着する。
埼京線との比較
湘南新宿ラインは池袋駅 - 赤羽駅間で山手貨物線・東北貨物線経由となるため、同区間では赤羽線経由となる埼京線よりも所要時間がわずかに長い。
湘南新宿ラインは赤羽駅 - 大宮駅間は浦和駅のみに停車し、宇都宮・高崎線と同じ経路をたどるのに対し、埼京線は日中最速達である快速でも戸田公園駅と武蔵浦和駅 - 大宮駅間の各駅に停車し、また距離も0.9km長いので、湘南新宿ラインの方が所要時間が短い。ただし、大崎駅 - 池袋駅間の各駅から大宮駅まで埼京線の通勤快速を利用する場合は所要時間はほぼ変わらない。なお、電車大環状線・列車特定区間（池袋 - 赤羽間）や経路特定区間（赤羽駅 - 大宮駅間）といった特例があり、運賃・料金上では両者とも池袋（赤羽線）赤羽（宇都宮線）大宮として計算することができる。

## 車両
すべて電車が使用されている。

### 現在の使用車両
E231系近郊タイプ（1000・3000・6000・8000番台など）（2001年 - ）・E233系3000番台（2015年 - ）
通称「湘南色」と呼ばれるオレンジと緑色（■■）の帯を巻いた車両である。東海道線東京口、宇都宮線・高崎線上野口、上野東京ラインと共通運用となっている。
2001年12月1日の運転開始時は小山車両センター（当時は小山電車区）所属車両のみが使用された（当時はまだ国府津車両センターへの配置がなかった）。2004年10月16日のダイヤ改正からは湘南新宿ラインの全列車がE231系での運転となり、全列車の4・5号車にグリーン車が連結された。同時に最高速度の120 km/hへの引き上げも行われ、所要時間の短縮が図られている。
2004年10月16日のダイヤ改正以降は、基本的に宇都宮線 - 横須賀線直通列車は小山車両センター所属車両が、高崎線 - 東海道線直通列車は国府津車両センター所属車両がそれぞれ運用を担当している。2015年の上野東京ライン開業後は一部が共通運用化されている。2006年（平成18年）7月までは小山所属編成の一部が国府津車両センターに貸し出され高崎線 - 東海道線運用に就いた他、同年2月まではその逆で国府津所属編成の一部が小山車両センターに貸し出され宇都宮線 - 横須賀線運用に就いていた。
基本編成10両または基本編成と付属編成（宇都宮駅・高崎駅側に連結）の15両で運用されている。宇都宮線 - 横須賀線系統は全体の約75 %程度の便が15両編成で運転され、そのうち大半が宇都宮駅まで15両編成で運転される（一部列車は小金井駅で増解結し、同駅 - 宇都宮駅間は10両編成で運転される）。高崎線 - 東海道線系統は全列車が15両編成で運転され、付属編成は籠原駅で増解結される。ホーム有効長の問題から、平日朝の深谷始発の列車を除き、籠原駅以北では10両編成で運転される。
運行開始当初は「湘南新宿ライン」の愛称表示がなかったが、2004年10月16日のダイヤ改正でE231系に統一されると「湘南新宿ライン」の愛称表示を開始した。
2015年3月14日以降は、上野東京ラインの開通に伴う東海道・宇都宮・高崎線における車両運用の大幅な見直しにより、E231系に加え、E233系も湘南新宿ラインで使用されるようになった。E231系とE233系の併結運転も行われている。

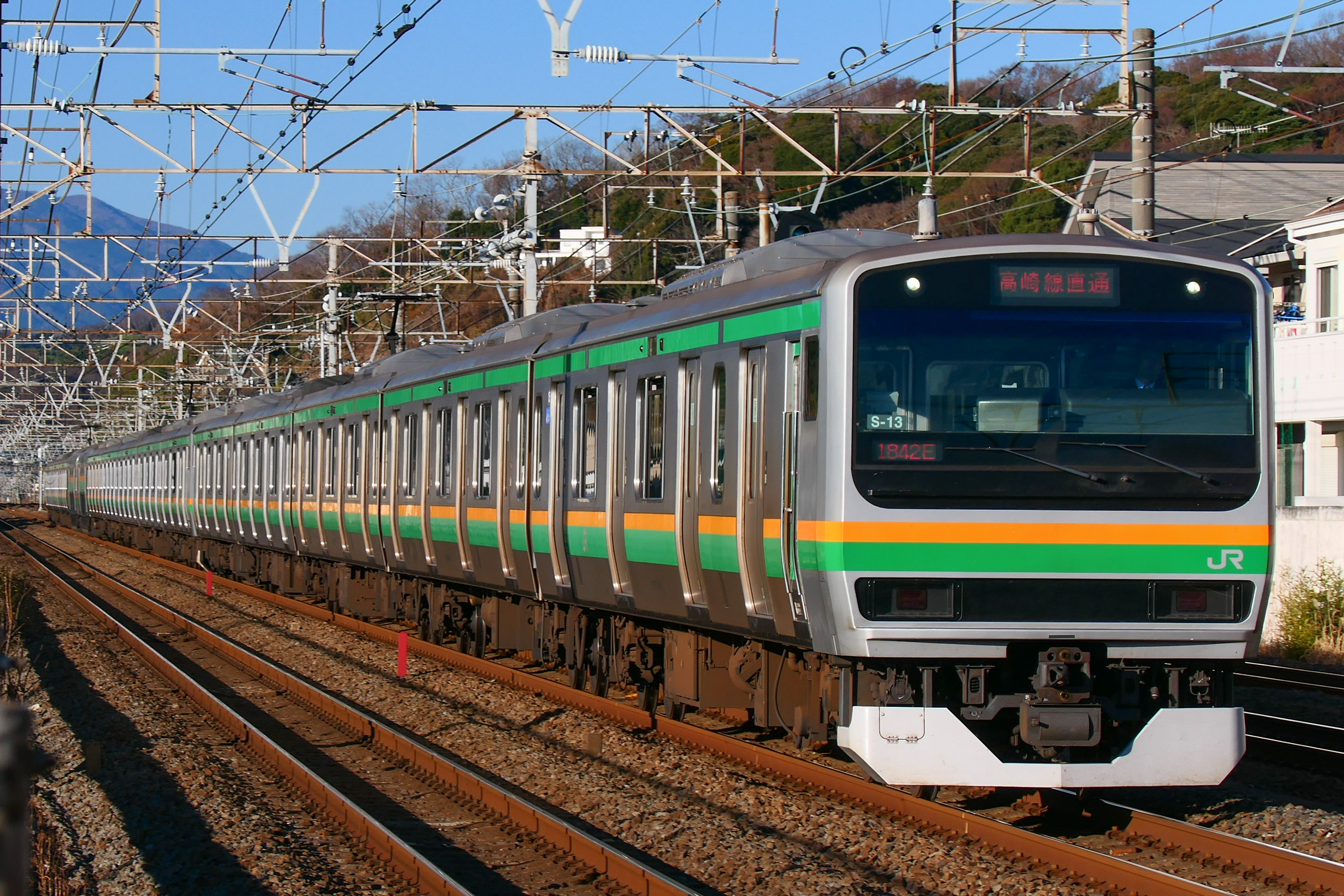
E231系1000番台
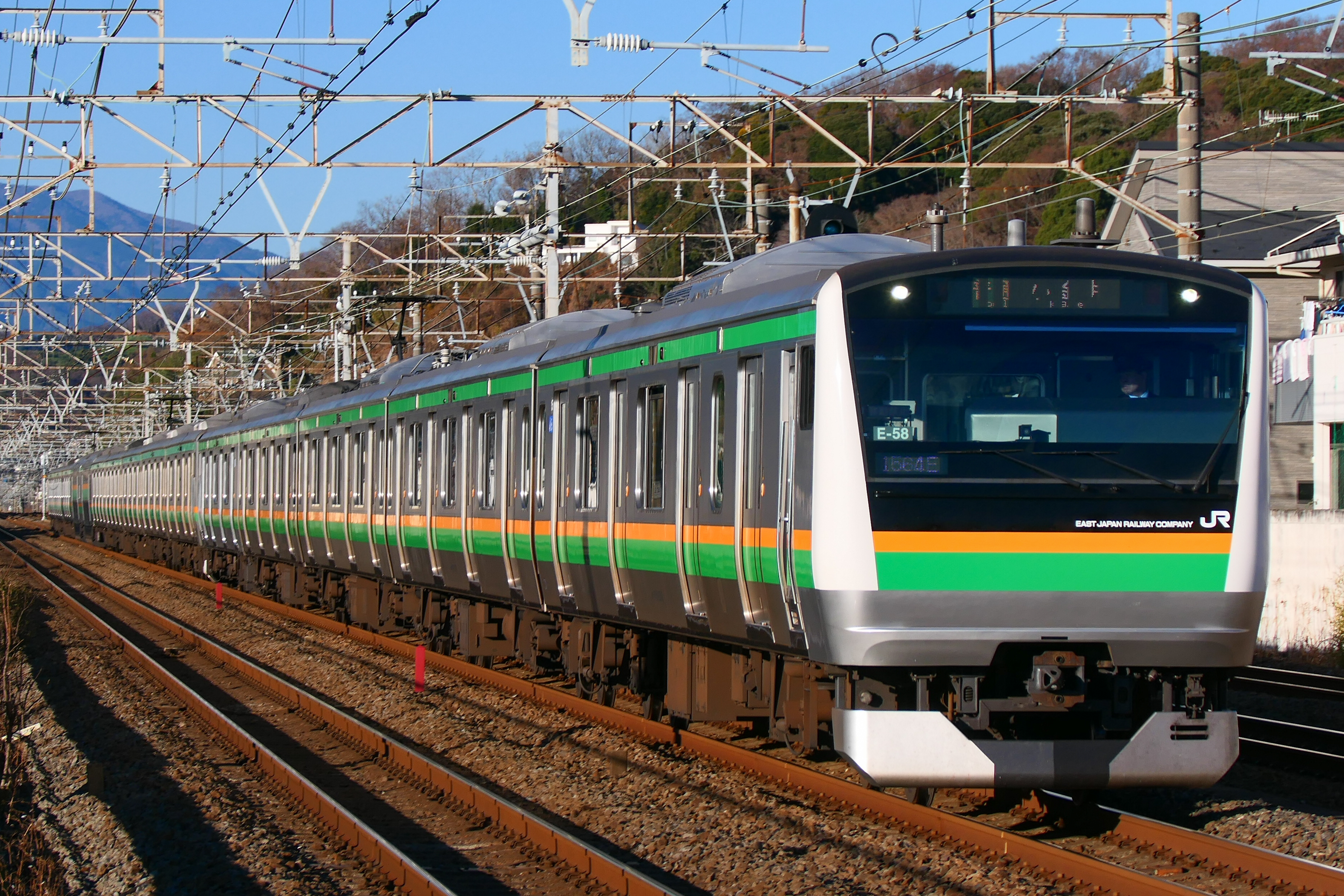
E233系3000番台
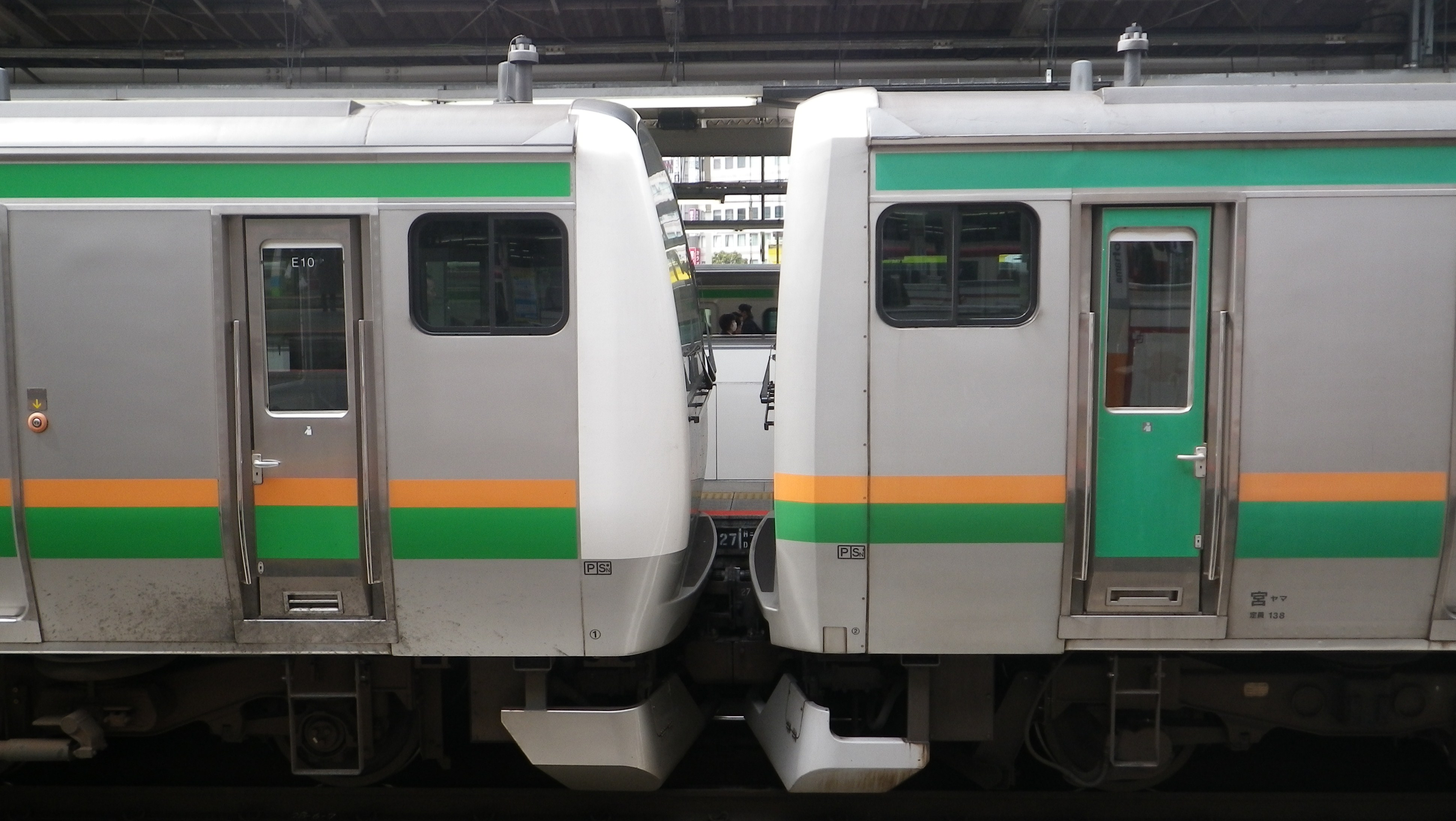
上野東京ラインの開業後は、湘南新宿ラインでもE231＋E233系の混結が開始された

### 過去の使用車両
115系（2001年 - 2002年7月）
小山電車区（現：小山車両センター）所属の車両が宇都宮線 - 横須賀線直通の列車で使用されたが、E231系への置き換えに伴い2002年7月に撤退した。211系と同様に字幕式の行先表示器を使用していたことから、先頭車前面上部のみの「○○線直通」と側面のみの「新宿経由」の表示がなされていた。
横須賀線内では1999年秋まで113系が運転されていた関係でホーム上の3扉乗降口表記が残っており、115系・211系の運行で2年ぶりに3扉乗降口が復活した。
211系（2001年 - 2004年）
新前橋電車区（現：高崎車両センター）所属の車両（10両編成・15両編成）が宇都宮線 - 横須賀線直通列車と高崎線 - 東海道線直通列車の両方に使用された。全列車がE231系化された2004年10月16日のダイヤ改正で撤退した。運用時にはE231系とは違い「○○線直通」が先頭車の前面上部のみに表示されていたほか、字幕式の行先表示器を使用していたことから快速などに使われる「新宿経由」の赤文字が側面のみに表示されていた。
工事などの理由で大宮駅 - 大船駅間の直通運転が中止された際は、田町電車区（のち田町車両センターを経て、現在の東京総合車両センター田町センター）所属の211系が新宿駅 - 東海道線区間の運転を行ったことがある。
215系（2001年 - 2004年）・E217系（2001年 - 2004年）
2001年12月1日の運行開始から2004年10月16日のダイヤ改正まで新宿駅 - 横須賀線（土曜・休日の東海道線直通は215系のみ）の折り返し列車に使用された。この列車では、田町電車区（のち田町車両センターを経て、現在の東京総合車両センター田町センター）所属の215系は10両編成、鎌倉総合車両センター（現在の鎌倉車両センター）所属のE217系は11両編成で運転され、グリーン車も連結されていた。先頭車前面の種別表示器は215系が「普通」（横須賀線系統）または「快速」（土曜・休日限定の東海道線系統）、E217系は横須賀線方面行きが「横須賀線 - 総武線」、新宿行きは「普通」と表示されていた。

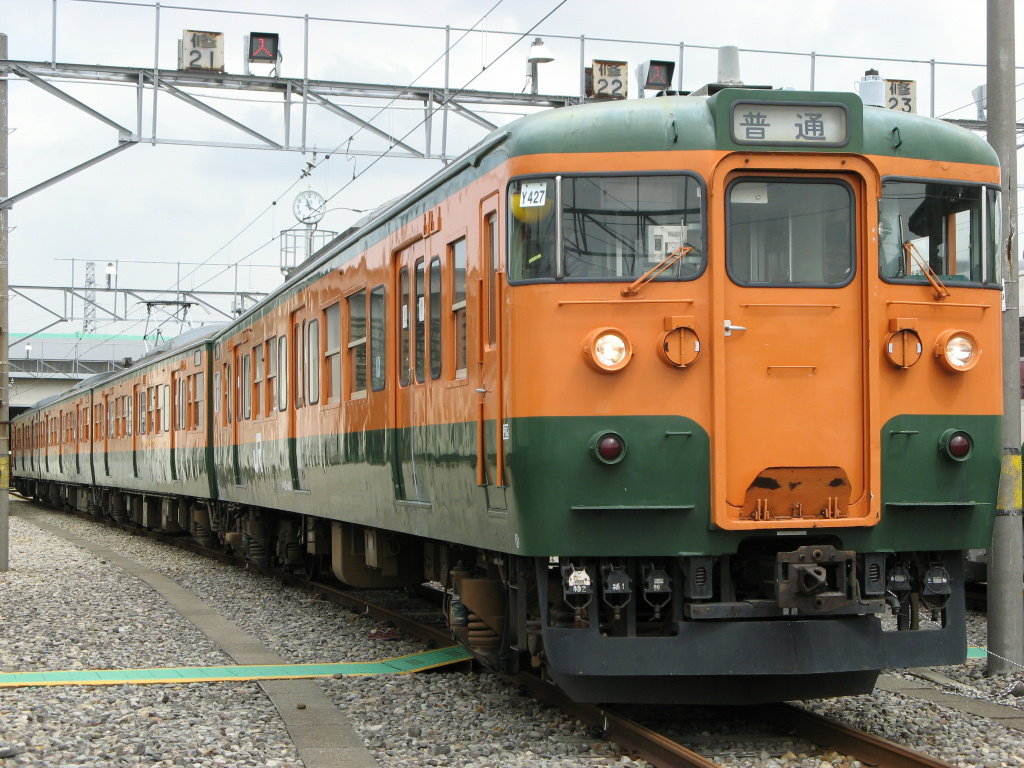
115系
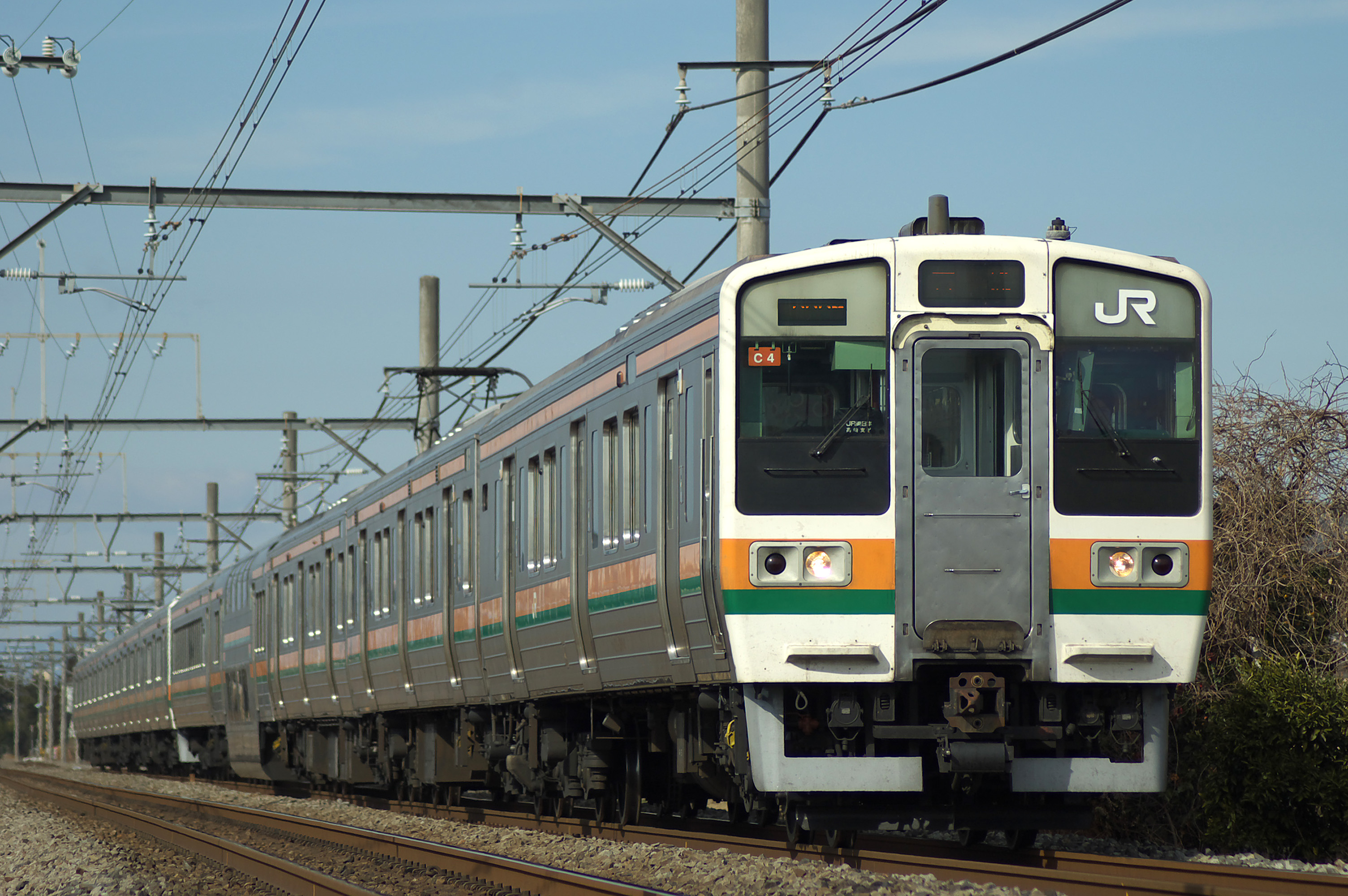
211系
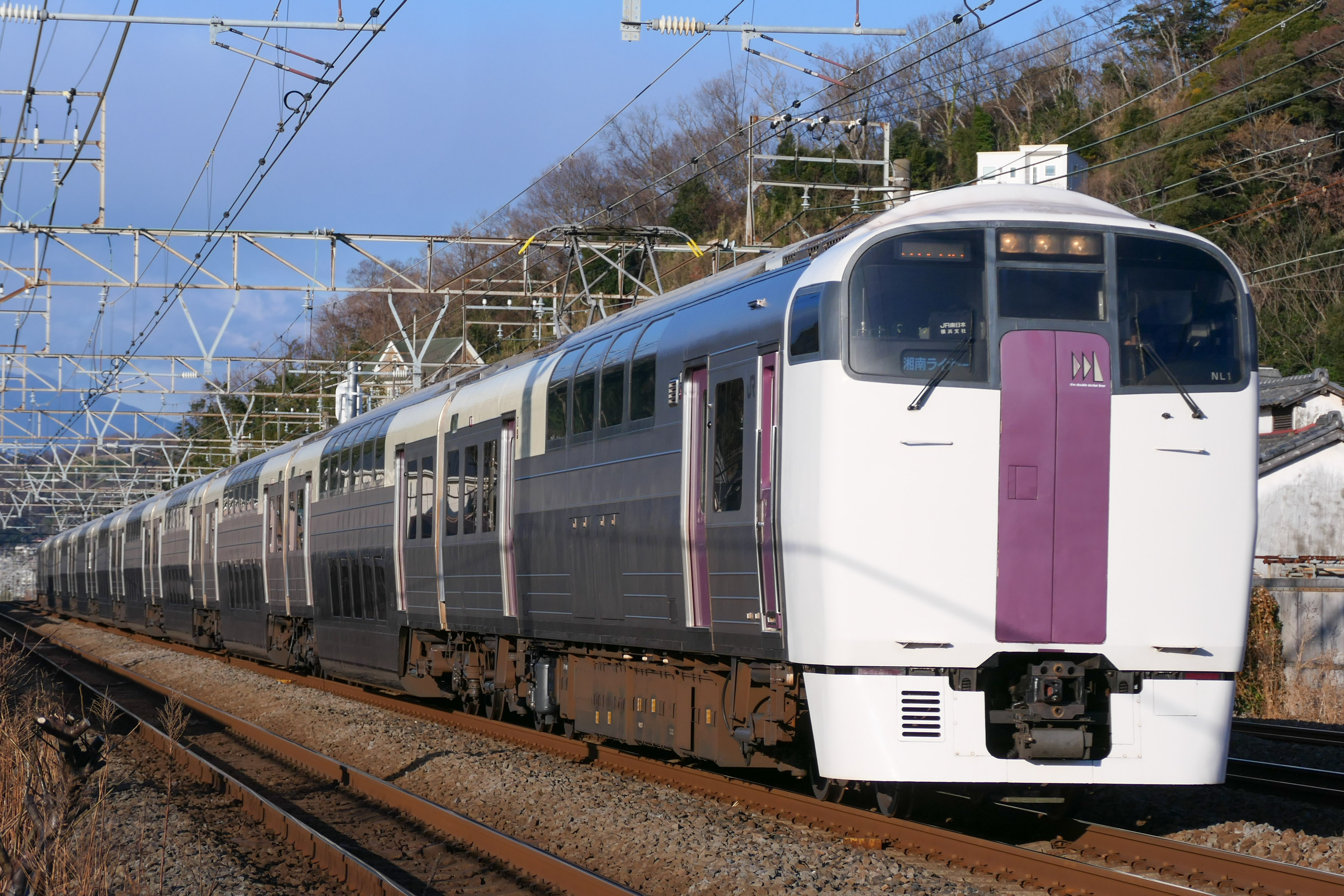
215系
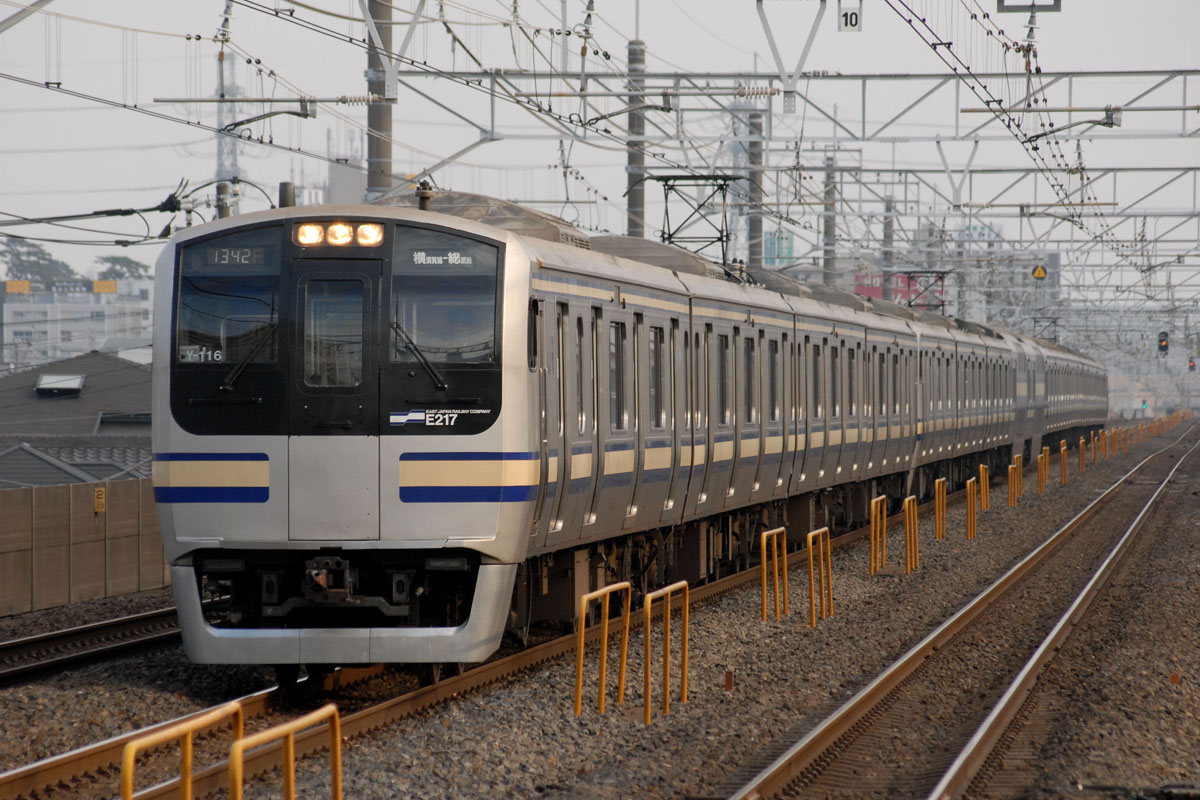
E217系

## 歴史

### 東北貨物線・山手貨物線の旅客化
- 山手貨物線を利用した旅客列車の運転は、1980年代半ばまでは不定期列車や臨時列車に限られていた。
  - 1959年（昭和34年）9月から1964年（昭和39年）9月まで、新宿駅 - 日光駅間運行の不定期準急「中禅寺」が運行された。また、年末年始などの帰省ラッシュの時期には、上野駅の発着列車の不足を補うため、大宮駅を通る下り臨時列車の一部（主に奥羽本線・磐越西線・羽越本線方面）が品川駅始発・山手貨物線 - 東北貨物線経由で運行された。また、横浜方面から日光方面へ向かう修学旅行列車（集約臨）なども品川駅（目黒川信号場）で方向転換し、山手貨物線・東北貨物線経由で運転されていた。
- 1984年（昭和59年）2月1日：東北貨物線の大宮 - 赤羽間が旅客化され、平日朝ラッシュ時の東北本線・高崎線の中距離列車の一部を貨物線経由で赤羽駅まで運転。
- 1986年（昭和61年）3月3日：前年に開業した埼京線（大宮駅 - 池袋駅間）が新宿駅まで延長、山手貨物線の池袋駅 - 新宿駅間が旅客化。
- 1987年（昭和62年）12月：両毛線前橋駅 - 伊豆急行線伊豆急下田駅間を東北貨物線・山手貨物線・大崎支線経由で冬休み・夏休みのみ運転する臨時特急「モントレー踊り子」を運行開始。1990年まで。
- 1988年（昭和63年）
  - 3月13日：東北本線・高崎線中距離列車に東北貨物線から山手貨物線を経由して池袋駅に発着する列車を設定[新聞 1]、終日毎時1本程度の運行を開始。
  - 7月6日：東海道線にて運行されている「湘南ライナー」において、東海道貨物線・品鶴線・大崎支線・山手貨物線を経由して新宿駅に発着する「湘南新宿ライナー」が運行開始。
  - 12月：池袋駅 - 日光駅間に臨時快速「日光」運行開始。
- 1989年（平成元年）：臨時快速「日光」が新宿に乗り入れ。「ホームライナー鴻巣」「ホームライナー古河」に新宿発が新設される。
- 1990年（平成2年）：夢空間連結の冬季臨時寝台特急「北斗星トマムスキー」が横浜駅 - トマム駅間で運行開始。以降、運転日によって東京方の発着駅を横浜駅・品川駅・新宿駅とし山手貨物線・東北貨物線経由で運行、1996年シーズンからは北海道方の発着駅を新得駅に延長した「北斗星トマムサホロ」として運行（2002年まで）。
- 1991年（平成3年）3月19日：特急「成田エクスプレス」運行開始。新宿行き・池袋行きが設定され、横須賀線品川駅から山手貨物線経由で運転。
- 1992年（平成4年）：臨時快速「ホリデー快速日光」を特急に昇格、臨時特急「日光」が新宿駅 - 日光駅間で運行開始。
- 1994年（平成6年）：臨時特急「日光」の運転区間を藤沢駅発着に延長して運行。その後は臨時快速で運行。
- 1995年（平成7年）
  - 月日不詳：高崎線から東北貨物線・山手貨物線・大崎支線を経由して横須賀線へ直通する臨時列車「ホリデー快速鎌倉路」（高崎駅 - 鎌倉駅間）が運行開始。
  - 12月1日：池袋駅止まりであった宇都宮線・高崎線列車の一部列車（主に夜間）を新宿駅発着に延長。池袋駅 - 新宿駅間は埼京線と同じく山手貨物線を走行。
- 1996年（平成8年）
  - 3月16日：埼京線が恵比寿駅へ延伸。渋谷駅・恵比寿駅では山手貨物線にホームが設置された。
  - 月日不詳：新特急「おはようとちぎ2号」（宇都宮駅 - 新宿駅間）を延長する形で宇都宮駅 - 鎌倉駅間に臨時特急「おはようとちぎ＆かまくら」を運行（1997年まで）。
- 1997年（平成9年）：臨時特急「日光」を藤沢駅 - 日光駅間で運行。
- 1998年（平成10年）
  - 3月14日：「ホリデー快速ビュー湘南」「ホリデー快速ビュー鎌倉」が運行開始。
    - 「湘南」は新宿駅 - 平塚駅・小田原駅間、「鎌倉」は新宿駅 - 鎌倉駅間で、共に1日1往復が215系による運転。新宿駅からの経路は山手貨物線 - 大崎支線 - 横須賀線である。「湘南」は横浜駅では東海道線ホームに発着、東京方で転線していた。湘南新宿ラインの開業により運行終了。

  - 12月8日：特急「成田エクスプレス」の池袋駅発着列車の一部が東北貨物線を経由し大宮駅発着に延長。
- 2001年（平成13年）9月21日：宇都宮線・高崎線から新宿駅を経由して横須賀線・東海道線へと直通する新ルート開業を発表。この系統愛称を「湘南新宿ライン」とすることが決定。

### 湘南新宿ラインの登場から現在まで
- 2001年（平成13年）12月1日：ダイヤ改正から湘南新宿ラインの運転開始[1][2]。
  - 高崎線 - 東海道線直通の「快速」（東海道線内は普通、高崎線内は一部で快速運転）、宇都宮線 - 横須賀線直通の「普通」、新宿発着の横須賀線「普通」の3つの系統を設定。それぞれ毎時1往復ずつ計3往復。1日あたり合計25往復。
  - 直通列車は日中の池袋駅発着の宇都宮線・高崎線をそのまま延長したもので、この時点では朝夕の池袋駅・新宿駅発着列車は存続している。また、大船発大宮行も1本設定された。さらに、黒磯駅発着の列車も1往復設定された（2004年3月改正で宇都宮で運転系統が分離され廃止）。
  - それまでも土曜・休日に運転されていた東海道線「ホリデー快速」（新宿駅 - 小田原駅・熱海駅間）もホリデーの冠を外して湘南新宿ラインに組み入れられた（土曜・休日のみ運転）。
  - 将来の増発を見込み、池袋駅北側の山手貨物線と埼京線の立体交差化工事も着工している。
- 2002年（平成14年）
  - 5月：池袋駅北側の山手貨物線と埼京線の立体交差化工事の影響で、工事完了までの間、山手貨物線大塚駅 - 池袋駅間の池袋寄り一部区間が単線となる。当時の湘南新宿ラインのダイヤはこの工事による単線化を想定して編成されたため、ダイヤへの影響はなかった。
  - 12月1日：東京臨海高速鉄道りんかい線の全線開通と大崎駅の埼京線・りんかい線用ホームの供用開始に伴い全列車が同駅に停車。同時に夕方→夜間を中心に湘南新宿ラインを増発（25→38往復）。また誤乗防止のために「湘南新宿ライナー」の朝上り列車を「おはようライナー新宿」に、夕方下り列車を「ホームライナー小田原」に列車名を変更。
- 2003年（平成15年）：特急「スーパービュー踊り子」（新宿駅 - 伊豆急下田駅間）を宇都宮線宇都宮始発で延長運転実施。延長運転日は特定の土曜・休日のみ（2004年まで）。
- 2004年（平成16年）
  - 1月10日-2月1日：宇都宮駅 - 鎌倉駅間の臨時快速「鎌倉物語」を山手貨物線経由で運転。
  - 6月6日：池袋駅北側の山手貨物線と埼京線の立体交差化工事が完了[24]。これにより同駅南側での埼京線との平面交差が解消され[24]、湘南新宿ライン列車を大幅に増やすことが可能になる。
  - 10月16日：ダイヤ改正[3]。湘南新宿ラインを増発（38→64往復）して運転時間帯を全日に拡大[3]、及び全列車の南北直通運転開始。日中は各系統毎時2本ずつ計4本となる。
    - 全列車E231系グリーン車2両連結の15両編成または10両編成に統一[3]。一部区間で120km/h運転を開始[25]。
    - 日中の高崎線 - 東海道線系統の列車に「特別快速」が登場。停車駅は高崎線側が池袋駅発着の快速「アーバン」（北本駅停車）、東海道線側は現在の「快速アクティー」（当時は戸塚駅通過）を踏襲した。これにより、高崎線側は上野駅発着列車のうち日中の快速「アーバン」を置き換えた。また、一部快速の高崎線内快速運転は廃止された。一方、東海道線側は東京駅発着列車の従来の運転本数（熱海駅発着普通3本・小田原駅発着普通2本・熱海駅発着快速「アクティー」1本の計毎時6本）を確保するため東京発着列車に追加する形で湘南新宿ラインが増発となった。
    - 日中の宇都宮線 - 横須賀線系統の列車に「宇都宮線内快速」の普通が登場。停車駅は快速「ラビット」を踏襲しており、宇都宮線上野発着列車のうち日中の快速「ラビット」を置き換えた。また、横須賀線側は従来の運転本数（久里浜駅発着4本・逗子駅発着1本の計5本）を確保するため追加で湘南新宿ラインが増発となった。
    - 新宿駅発着[25]の横須賀線「普通」・東海道線「快速」（土曜・休日のみ）、池袋駅・新宿駅発着の宇都宮線・高崎線全列車、及び大船発大宮行「普通」はすべて廃止された。同時に東海道線・横須賀線の東京駅・横浜駅発着列車、宇都宮線・高崎線の上野駅発着列車の一部を削減し、湘南新宿ラインに移行した。なお、朝と夜の増発分は改正前の宇都宮線・高崎線の池袋駅・新宿駅発着ダイヤを踏襲した列車が多い。
- 2004年（平成16年）12月31日から2005年（平成17年）1月1日にかけての年末年始終夜運転限定で高崎線 - 横須賀線直通の系統を運行した。大崎駅 - 大船駅間を含めて全区間が各駅停車であった。翌年以降は通常の系統である宇都宮線 - 横須賀線系統の普通のみ運行されている。
- 2006年（平成18年）：自治医大駅 - 宇都宮駅間各駅のホーム有効長を15両編成分に延伸。宇都宮線内での15両編成対応ホームの北限であった小金井駅で増解結をしていたが、工事完了にて宇都宮発着の列車が一部を除き15両化される。
- 2008年（平成20年）3月15日：ダイヤ改正[報道 2]。平日朝の時間帯に宇都宮線 - 横須賀線系統を1往復増発（64→65往復、土曜・休日62往復のまま）。
- 2009年（平成21年）3月14日：ダイヤ改正。夜間帯に高崎線 - 東海道線系統を1往復増発（平日65→66往復、土曜・休日62→63往復）。これにより、平日・土休日ともに高崎線 - 東海道線系統が宇都宮線 - 横須賀線系統よりも1往復多く運転されることになる。また、土休日の7往復と平日の1往復が15両化され、土休日は63往復中57往復が15両で運行されるようになった。
- 2010年（平成22年）3月13日：ダイヤ改正。西大井駅 - 新川崎駅間に武蔵小杉駅が開業。同駅に湘南新宿ラインの普通（宇都宮 - 横須賀系統）、快速・特別快速（高崎 - 東海道系統）の全列車が停車。
- 2011年（平成23年）
  - 3月11日-4月3日：東北地方太平洋沖地震及びそれによる東京電力の計画停電実施により終日運休。
  - 4月4日：始発から運転再開。
- 2013年（平成25年）3月16日：ダイヤ改正[報道 3]。浦和駅に湘南新宿ラインの普通（宇都宮 - 横須賀系統）、快速・特別快速（高崎 - 東海道系統）の全列車が停車。朝・夕の時間帯に高崎線 - 東海道線系統を1往復増発（平日66→67往復、土曜・休日63→64往復）。
- 2013年（平成25年）12月31日から2014年（平成26年）1月1日にかけての年末年始終夜運転の運転から湘南新宿ラインは、小金井駅 - 逗子駅間の運転となり、宇都宮駅 - 小金井駅間は終夜運転区間から外された[26]。
- 2015年（平成27年）3月14日：ダイヤ改正[報道 4][報道 1]。E233系による運用が開始。高崎線 - 東海道線系統の籠原以南の運行列車が15両編成に統一される。
- 2016年（平成28年）10月1日：駅ナンバリングを大宮駅 - 逗子駅間で設定。路線コードは「JS」。
- 2019年（令和元年）11月30日：東海道貨物線横浜羽沢駅付近に設置される羽沢横浜国大駅と相模鉄道（相鉄）西谷駅を結ぶ「相鉄・JR直通線」（相鉄新横浜線[報道 5]）が開業[報道 6]。川越線・埼京線から品鶴線・東海道貨物線・相鉄新横浜線を経由して、相鉄線との間で相互直通運転を開始[新聞 2][報道 5]。湘南新宿ラインとは池袋駅 - 武蔵小杉間で線路を、西大井及び武蔵小杉で路線記号（JS）を共用する。横浜駅 - 新宿駅間で湘南新宿ラインにおいても混雑緩和がみられるようになった[27]。
- 2020年（令和2年）6月1日：渋谷駅ホームが移設される。

## 将来

### 大崎短絡線
大崎駅と横須賀線の間に短絡線を新設し平面交差を解消する構想。2007年1月に環境アセスメント計画書を提出、2007年3月に審査意見書を受け付けている。

## 駅一覧
ここでは湘南新宿ラインの駅番号が付与されている大宮駅 - 逗子駅間の停車駅の一覧と停車種別・接続路線・所在地などを、北側から南側に向かって一覧表で示す。
- 特定都区市内制度適用範囲の駅 ： 山＝東京山手線内、区＝東京都区内、浜＝横浜市内
- 営業キロは田端駅・武蔵小杉駅経由のものを記載し、新宿駅からの営業キロについては( ) 内に運賃計算に用いる十条駅・大井町駅経由のものを記載する。#運賃及び料金の計算を参照。
- 停車駅
  - ●＝停車、｜＝通過、||＝経由しない
  - 特急：「湘南 (列車)」参照
- 東日本旅客鉄道・京王電鉄及び東急電鉄の路線名は運転系統上の名称（正式路線名とは異なる）。駅名が異なる場合は⇒印で駅名を記す。
- 貨物列車関係は「東北貨物線」及び「品鶴線」を参照。
- 東京経由の大宮駅 - 大船駅間の停車駅一覧は「上野東京ライン」を参照。

| 正式路線名 | 走行線路     | 駅番号           | 駅名                 | 駅間 営業 キロ | 新宿 からの 営業 キロ | 普通     | 快速／普通 | 普通／快速 | 特別快速 | 接続路線・備考 | 所在地                                                                                                | 所在地                                                                                                | 所在地                                                                                                |      |
| ---------- | ------------ | ---------------- | -------------------- | -------------- | --------------------- | -------- | ---------- | ---------- | --- | --- | --- | --- | --- | ---- |
| 直通先     | 直通先       | 直通先           | 直通先               | 直通先         | 直通先                | 宇都宮線 | 宇都宮線   | 高崎線     | 高崎線 | ■宇都宮線（東北本線）宇都宮駅まで直通運転 ■高崎線高崎駅・■上越線新前橋駅経由■両毛線前橋駅まで直通運転 | ■宇都宮線（東北本線）宇都宮駅まで直通運転 ■高崎線高崎駅・■上越線新前橋駅経由■両毛線前橋駅まで直通運転 | ■宇都宮線（東北本線）宇都宮駅まで直通運転 ■高崎線高崎駅・■上越線新前橋駅経由■両毛線前橋駅まで直通運転 | ■宇都宮線（東北本線）宇都宮駅まで直通運転 ■高崎線高崎駅・■上越線新前橋駅経由■両毛線前橋駅まで直通運転 |      |
| 東北本線   | 東北貨物線   | JS 24            | 大宮駅               | -              | 33.2 (27.4)           | ●        | ●          | ●          | ● | 東日本旅客鉄道： 宇都宮線・高崎線〈直通運転〉 (JU 07)・ 東北新幹線・山形新幹線・秋田新幹線・北海道新幹線・上越新幹線・北陸新幹線・ 京浜東北線 (JK 47)・ 埼京線 (JA 26)・■川越線 東武鉄道： 野田線（東武アーバンパークライン）(TD-01) 埼玉新都市交通： 伊奈線（ニューシャトル）(NS01)                                                                      | 埼玉県さいたま市                                                                                      | 埼玉県さいたま市                                                                                      | 大宮区                                                                                                |      |
| 東北本線   | 東北貨物線   |                  | （さいたま新都心駅） | -              | 25.3 (19.6)           | ｜       | ｜         | ｜         | ｜ | 東日本旅客鉄道：東日本旅客鉄道： 京浜東北線 (JK 46)・ 宇都宮線（東北線）・高崎線・上野東京ライン (JU 06) 湘南新宿ラインはホームが存在しないため通過。 | 埼玉県さいたま市                                                                                      | 埼玉県さいたま市                                                                                      | 大宮区                                                                                                |      |
| 東北本線   | 東北貨物線   | JS 23            | 浦和駅               | 6.1            | 27.1 (21.3)           | ●        | ●          | ●          | ● | 東日本旅客鉄道： 京浜東北線 (JK 43)・ 宇都宮線・高崎線 (JU 05) | 埼玉県さいたま市                                                                                      | 埼玉県さいたま市                                                                                      | 浦和区                                                                                                |      |
| 東北本線   | 東北貨物線   |                  | （南浦和駅）         | -              | 25.3 (19.6)           | ｜       | ｜         | ｜         | ｜ | 東日本旅客鉄道：東日本旅客鉄道： 京浜東北線 (JK 42)・ 武蔵野線 (JM 25) 京浜東北線のみ停車。湘南新宿ライン含む宇都宮線・高崎線電車はホームが存在しないため通過。 | 埼玉県さいたま市                                                                                      | 埼玉県さいたま市                                                                                      | 南区                                                                                                  |      |
| 東北本線   | 東北貨物線   | JS 22            | 赤羽駅 区            | 11.0           | 16.1 (10.3)           | ●        | ●          | ●          | ● | 東日本旅客鉄道： 京浜東北線 (JK 38)・ 宇都宮線・高崎線〈上野 ・東京・品川・川崎（上野東京ライン・東海道線）方面〉 (JU 04))・ 埼京線 (JA 15) | 東京都                                                                                                | 北区                                                                                                  | 北区                                                                                                  | 北区 |
| 山手線     | 山手貨物線   | JS 21            | 池袋駅 山区          | 11.3           | 4.8                   | ●        | ●          | ●          | ● | 東日本旅客鉄道： 埼京線 (JA 12)・ 山手線 (JY 13) 東武鉄道： 東上線 (TJ-01) 西武鉄道： 池袋線 (SI01) 東京地下鉄： 丸ノ内線 (M-25)・ 有楽町線 (Y-09)・ 副都心線 (F-09) | 東京都                                                                                                | 豊島区                                                                                                | 豊島区                                                                                                |      |
| 山手線     | 山手貨物線   | JS 20            | 新宿駅 山区          | 4.8            | 0.0                   | ●        | ●          | ●          | ● | 東日本旅客鉄道： 中央線（快速）(JC 05)・ 中央・総武線（各駅停車）(JB 10)・ 山手線 (JY 17)・ 埼京線・ 相鉄線直通 (JA 11) 京王電鉄： 京王線・京王新線 (KO01) 小田急電鉄： 小田原線 (OH01) 東京地下鉄： 丸ノ内線 (M-08) 都営地下鉄： 新宿線 (S-01) 都営地下鉄： 大江戸線 ⇒新宿駅 (E-27)・新宿西口駅 (E-01) 西武鉄道： 新宿線 ⇒西武新宿駅 (SS01)              | 東京都                                                                                                | 新宿区                                                                                                | 新宿区                                                                                                |      |
| 山手線     | 山手貨物線   | JS 19            | 渋谷駅 山区          | 3.4            | 3.4                   | ●        | ●          | ●          | ● | 東日本旅客鉄道： 山手線 (JY 20)・ 埼京線・ 相鉄線直通 (JA 10) 東急電鉄： 東横線 (TY01)・ 田園都市線 (DT01) 京王電鉄： 井の頭線 (IN01) 東京地下鉄： 銀座線 (G-01)・ 半蔵門線 (Z-01)・ 副都心線 (F-16) | 東京都                                                                                                | 渋谷区                                                                                                | 渋谷区                                                                                                |      |
| 山手線     | 山手貨物線   | JS 18            | 恵比寿駅 山区        | 1.6            | 5.0                   | ●        | ●          | ●          | ｜ | 東日本旅客鉄道： 山手線 (JY 21)・ 埼京線・ 相鉄線直通 (JA 09) 東京地下鉄： 日比谷線 (H-02) | 東京都                                                                                                | 渋谷区                                                                                                | 渋谷区                                                                                                |      |
| 山手線     | 山手貨物線   | JS 17            | 大崎駅 山区          | 3.6            | 8.6                   | ●        | ●          | ●          | ● | 東日本旅客鉄道： 山手線 (JY 24)・ 埼京線 (JA 08)・ 相鉄線直通 (JA 08・JS 17)・東京臨海高速鉄道： りんかい線 (R 08) | 東京都                                                                                                | 品川区                                                                                                | 品川区                                                                                                |      |
| 山手線     | 大崎支線     | JS 17            | 大崎駅 山区          | 3.6            | 8.6                   | ●        | ●          | ●          | ● | 東日本旅客鉄道： 山手線 (JY 24)・ 埼京線 (JA 08)・ 相鉄線直通 (JA 08・JS 17)・東京臨海高速鉄道： りんかい線 (R 08) | 東京都                                                                                                | 品川区                                                                                                | 品川区                                                                                                |      |
| 山手線     |              | （旧蛇窪信号場） | -                    | -              | ｜                    | ｜       | ｜         | ｜         | 正式には大崎駅構内の扱いだが信号場として機能。 | | 東京都                                                                                                | 品川区                                                                                                | 品川区                                                                                                |      |
| 東海道本線 | 品鶴線       | （旧蛇窪信号場） | -                    | -              | ｜                    | ｜       | ｜         | ｜         | 正式には大崎駅構内の扱いだが信号場として機能。 | | 東京都                                                                                                | 品川区                                                                                                | 品川区                                                                                                |      |
| 東海道本線 | 品鶴線       | JS 16            | 西大井駅 区          | 5.6            | 14.2                  | ●        | ●          | ｜         | ｜ | 東日本旅客鉄道： 横須賀・総武快速線(JO 16)・ 相鉄線直通 | 東京都                                                                                                | 品川区                                                                                                | 品川区                                                                                                |      |
| 東海道本線 | 品鶴線       | JS 15            | 武蔵小杉駅           | 6.4            | 20.6                  | ●        | ●          | ●          | ● | 東日本旅客鉄道： 横須賀・総武快速線(JO 15)・ 南武線 (JN 07)・ 相鉄線直通〈羽沢横浜国大方面〉 東急電鉄： 東横線 (TY11)・ 目黒線 (MG11) | 神奈川県                                                                                              | 川崎市                                                                                                | 中原区                                                                                                |      |
| 東海道本線 | 品鶴線       | JS 14            | 新川崎駅             | 2.7            | 23.3                  | ●        | ●          | ｜         | ｜ | 東日本旅客鉄道： 横須賀・総武快速線(JO 14) | 神奈川県                                                                                              | 川崎市                                                                                                | 幸区                                                                                                  |      |
| 東海道本線 | 品鶴線       |                  | （新鶴見信号場）     | -              | 23.8                  | ｜       | ｜         | ｜         | ｜ | 東日本旅客鉄道：東海道本線支線（品鶴線）・南武線貨物支線（尻手短絡線）。武蔵野線（武蔵野南線） 湘南新宿ライン含む東海道線及び横須賀線電車はホームが存在しないため通過。 | 神奈川県                                                                                              | 川崎市                                                                                                | 幸区                                                                                                  |      |
| 東海道本線 | 品鶴線       |                  | （鶴見駅）           | -              | 28.4                  | ｜       | ｜         | ｜         | ｜ | 東日本旅客鉄道：東海道本線（八丁畷駅方面・高島線方面・羽沢線（鶴見駅 - 横浜羽沢駅 - 東戸塚駅間）方面）・武蔵野線（武蔵野南線）・南武線（尻手連絡線） 京浜東北線のみ停車。湘南新宿ライン含む東海道線及び横須賀線電車はホームが存在しないため通過。新鶴見信号場からの貨物線もここで分岐・接続。なお、当駅が相鉄・JR直通線列車との正式分岐・接続地点である。 | 神奈川県                                                                                              | 横浜市                                                                                                | 鶴見区                                                                                                |      |
| 東海道本線 | 横須賀線線路 |                  | （鶴見駅）           | -              | 28.4                  | ｜       | ｜         | ｜         | ｜ | 東日本旅客鉄道：東海道本線（八丁畷駅方面・高島線方面・羽沢線（鶴見駅 - 横浜羽沢駅 - 東戸塚駅間）方面）・武蔵野線（武蔵野南線）・南武線（尻手連絡線） 京浜東北線のみ停車。湘南新宿ライン含む東海道線及び横須賀線電車はホームが存在しないため通過。新鶴見信号場からの貨物線もここで分岐・接続。なお、当駅が相鉄・JR直通線列車との正式分岐・接続地点である。 | 神奈川県                                                                                              | 横浜市                                                                                                | 鶴見区                                                                                                |      |
| 東海道本線 |              | （東神奈川駅）   | -                    | 33.7           | ｜                    | ｜       | ｜         | ｜         | 東日本旅客鉄道： 横浜線 (JH 13)・ 京浜東北線(JK 13) 京浜急行電鉄： 本線 ⇒京急東神奈川駅 京浜東北線のみ停車。湘南新宿ライン含む東海道線及び横須賀線電車はホームが存在しないため通過。 | 神奈川区 | 神奈川県                                                                                              | 横浜市                                                                                                | |      |
| 東海道本線 | JS 13        | 横浜駅 浜        | 12.2                 | 35.5 (32.6)    | ●                     | ●        | ●          | ●          | 東日本旅客鉄道： 東海道線〈川崎・品川・東京・上野（上野東京ライン）方面〉(JT 05)・ 横須賀・総武快速線(JO 13)・ 京浜東北線・根岸線 (JK 12)・ 横浜線 東急電鉄： 東横線 (TY21) 横浜高速鉄道： みなとみらい線 (MM01) 京浜急行電鉄： 本線 (KK37) 相模鉄道： 相鉄本線 (SO01) 横浜市営地下鉄： ブルーライン（3号線）(B20) | 西区 | 神奈川県                                                                                              | 横浜市                                                                                                | |      |
| 東海道本線 | JS 12        | 保土ケ谷駅 浜    | 3.0                  | 38.5 (35.6)    | ●                     | ●        | ｜         | ｜         | 東日本旅客鉄道： 横須賀・総武快速線(JO 12) | 保土ケ谷区 | 神奈川県                                                                                              | 横浜市                                                                                                | |      |
| 東海道本線 | JS 11        | 東戸塚駅 浜      | 4.9                  | 43.4 (40.5)    | ●                     | ●        | ｜         | ｜         | 東日本旅客鉄道： 横須賀・総武快速線(JO 11) | 戸塚区 | 神奈川県                                                                                              | 横浜市                                                                                                | |      |
| 東海道本線 | JS 10        | 戸塚駅 浜        | 4.2                  | 47.6 (44.7)    | ●                     | ●        | ●          | ●          | 東日本旅客鉄道： 東海道線 (JT 06)・ 横須賀・総武快速線(JO 10) 横浜市営地下鉄： ブルーライン（1号線）(B06) | 戸塚区 | 神奈川県                                                                                              | 横浜市                                                                                                | |      |
| 東海道本線 | JS 10        | 戸塚駅 浜        | 4.2                  | 47.6 (44.7)    | ●                     | ●        | ●          | ●          | 東日本旅客鉄道： 東海道線 (JT 06)・ 横須賀・総武快速線(JO 10) 横浜市営地下鉄： ブルーライン（1号線）(B06) | 戸塚区 | 神奈川県                                                                                              | 横浜市                                                                                                | [ * 18 ]                                                                                              |      |
| 東海道本線 | JS 09        | 大船駅           | 5.6                  | 53.2 (50.3)    | ●                     | ●        | ●          | ●          | 東日本旅客鉄道： 東海道線〈直通運転〉(JT 07)・ 横須賀・総武快速線(JO 09)・ 根岸線 (JK 01) 湘南モノレール：■江の島線 (SMR1) | 栄区 | 神奈川県                                                                                              | 横浜市                                                                                                | |      |
| 横須賀線   | 横須賀線     | 大船駅           | 5.6                  | 53.2 (50.3)    | ●                     | ●        | ●          | ●          | 東日本旅客鉄道： 東海道線〈直通運転〉(JT 07)・ 横須賀・総武快速線(JO 09)・ 根岸線 (JK 01) 湘南モノレール：■江の島線 (SMR1) | 鎌倉市 | 鎌倉市                                                                                                | | |      |
| 横須賀線   | 横須賀線     | JS 08            | 北鎌倉駅             | 2.3            | 55.5 (52.6)           | ●        | ●          | \|\|       | \|\| | 鎌倉市 | 鎌倉市                                                                                                | 東日本旅客鉄道： 横須賀・総武快速線(JO 08)                                                            | |      |
| 横須賀線   | 横須賀線     | JS 07            | 鎌倉駅               | 2.2            | 57.7 (54.8)           | ●        | ●          | \|\|       | \|\| | 鎌倉市 | 鎌倉市                                                                                                | 東日本旅客鉄道： 横須賀・総武快速線(JO 07) 江ノ島電鉄： 江ノ島電鉄線 (EN15)                           | |      |
| 横須賀線   | 横須賀線     | JS 06            | 逗子駅               | 3.9            | 61.8 (58.9)           | ●        | ●          | \|\|       | \|\| | 東日本旅客鉄道： 横須賀線〈久里浜方面〉 (JO 06) 京浜急行電鉄： 逗子線 ⇒逗子・葉山駅 (KK53) | 逗子市                                                                                                | 逗子市                                                                                                | |      |
| 直通先     | 直通先       | 直通先           | 直通先               | 直通先         | 直通先                |          |            | 東海道線   | 東海道線 | 東海道線小田原駅まで直通運転 | 東海道線小田原駅まで直通運転                                                                          | 東海道線小田原駅まで直通運転                                                                          | 東海道線小田原駅まで直通運転                                                                          |      |

1. ↑  横須賀線・宇都宮線系統。ホームのある駅に全区間各駅停車。
2. ↑  横須賀線・宇都宮線系統。宇都宮線内のみ快速運転、それ以外の路線ではホームのある駅に各駅停車。南行は宇都宮駅 - 大宮駅間で「快速」、大宮駅 - 逗子駅間で「普通」、北行は逗子駅 - 大崎駅間で「普通」、大崎駅 - 宇都宮駅間で「快速」と案内・表示。JR東日本ウェブサイトの駅の時刻表では全停車駅で快速として案内。
3. ↑  東海道線・高崎線系統。横須賀線線路内と品鶴線内で快速運転、それ以外の路線ではホームのある駅に各駅停車。南行は前橋駅 - 大宮駅間で「普通」、大宮駅 - 戸塚駅間で「快速」、戸塚駅 - 小田原駅間で「普通」、北行は小田原駅 - 大崎駅間で「快速」、大崎駅 - 前橋駅間で「普通」と案内・表示。JR東日本ウェブサイトの駅の時刻表では全停車駅で快速として案内。
4. ↑  東海道線・高崎線系統。全区間快速運転。
5. ↑  大宮駅 - 田端駅間
6. ↑  田端 - 赤羽 - 池袋には区間外乗車の特例がないため、通常の乗車券では上野方面から池袋方面に乗り換えることはできない（田端 - 赤羽が重複乗車となる）。
7. ↑  湘南新宿ラインは営業上品川駅を経由したものと扱われるため、通常の乗車券で赤羽駅で乗り換えて品川駅以西に向かえるのは大崎駅以北発着の場合に限られる。
8. ↑  田端駅 - 大崎駅間
9. 1 2 3 4 5 6 7 8  池袋駅 - 新宿駅間は埼京線と線路を共用。新宿駅 - 大崎駅間は埼京線並びに相鉄線直通と線路を共用。大崎駅 - 武蔵小杉駅間は相鉄線直通と線路を共用。
10. ↑  田端 - 池袋 - 赤羽（湘南新宿ライン経由）には区間外乗車の特例がないため、通常の乗車券では田端方面から湘南新宿ライン赤羽方面に乗り換えることはできない（田端 - 池袋が重複乗車となる）。
11. ↑  品川 - 大崎 - 西大井には区間外乗車の特例が設けられているため、品川方面から西大井方面に乗り換えることができる（品川 - 大崎の重複乗車が認められる）。
12. ↑  大崎駅 - 鶴見駅間
13. 1 2 3 4 5 6 7 8 9 10 11  横須賀・総武快速線は西大井駅以西で湘南新宿ラインと線路を共用する。
14. ↑  品川 - 西大井 - 大崎には区間外乗車の特例がないため、通常の乗車券では新宿方面から品川方面に乗り換えることはできない（品川 - 西大井が重複乗車となる）。
15. ↑  羽沢横浜国大 - 武蔵小杉 - 新川崎・横浜には区間外乗車の特例が設定されており、鶴見・新川崎 - 武蔵小杉の重複乗車が認められる。
16. ↑  鶴見駅 - 戸塚駅間
17. 1 2  湘南新宿ラインは営業上品川駅を経由したものと扱われるため、通常の乗車券で横浜駅で乗り換えて品川駅以東に向かえるのは西大井駅以西発着の場合に限られる（鶴見駅 - 横浜駅間の重複乗車は認められるが、品川駅 - 鶴見駅間の重複乗車は認められない）。
18. ↑  戸塚駅 - 大船駅間は、東海道線直通列車は東海道線（旅客線）線路を、横須賀線直通列車は横須賀線線路を走行。
19. ↑  JR線ホームの北半分、及び笠間口は横浜市栄区に置かれている。